# PlayStation (ゲーム機)
PlayStation（プレイステーション、略称: PS、初代PS）は、ソニー・コンピュータエンタテインメント（略: SCE）が1994年12月3日に発売した家庭用ゲーム機。1990年代中期～後半頃に「次世代型ゲーム機」と呼ばれたゲーム機の一つ。

## 概要
開発を主導した久夛良木健の技術論により、家庭でCGワークステーションを参考にしたトゥルーカラーかつ本格的なテクスチャ付き3Dグラフィックを初めて実現したゲーム機である。PlayStationのポリゴン描画性能は最大36万ポリゴン/秒と、後年のアーケードゲーム基板のSYSTEM SUPER22や、64bitゲーム機のNINTENDO 64を超える性能を持っているが、開発当時の半導体技術の限界により1つ1つのポリゴンの描画精度では大きく劣っており、グラフィックに歪みが生じてしまう問題点がある。
本機は既存のゲーム機同様に横置きを踏襲し、メディア媒体には当時としては大容量のCD-ROMを採用、セーブデータの保存にメモリーカードを採用している。また、ゲーム機本体に搭載されているトップローディングには円形型の蓋を採用している。特にコントローラーは既存の家庭用ゲーム機で採用された平面的なデザインではなく、立体的なデザインを採用したことで直観的に使える操作性を実現している。
CD-ROMの採用により、大量生産とコストダウン、ソフトの低価格化を実現し、販売面においては、丸山茂雄らによる従来のゲーム機ビジネスとは異なるレコードビジネス仕込みの販売戦略を採ったことで、流通面でも優位に立てた。
さらに、これまでとは異なる演出のテレビCMに加えて、自社発売ソフトの多くがヒットしたことにより、新規ユーザーやライトユーザーの取り込みに成功しただけでなく、『ファイナルファンタジーVII』や『ドラゴンクエストVII』といったサードパーティのキラータイトルの登場も追い風となり、セガ・エンタープライゼス（現・セガ）のセガサターンや任天堂のNINTENDO 64と共に次世代機戦争と呼ばれた市場競争に勝利し、ファミリーコンピュータのヒット以来、トップシェアを維持していた任天堂に取って代わった。
同社の次世代機である『PlayStation 2』が2000年3月4日に発売された後である同年7月7日にマイナーチェンジモデル『PS one』を発売し、2005年まで生産し続けた。

## 歴史

### 開発の経緯
任天堂のスーパーファミコンにPCM音源を提供する事業の仕掛け人だった久夛良木が、同事業に引き続き、スーパーファミコンのCD-ROMドライブを拡張する共同開発事業の約束を任天堂と取り付けたのに端を発する。

#### 任天堂との共同開発
久夛良木は1987年6月16日から2泊3日にわたるソニーと任天堂の合同合宿に、スーパーファミコン開発が一段落した1989年頃にも提案している。当時の任天堂はCD-ROMに消極的で「ソニーさんでやってください」と返答している。丸山によれば久夛良木は京都の任天堂本社に通っている間中「CD-ROMでやるべきだ」と粘り強く進言し続けた結果、任天堂は「どうにもならないと思うが、CD-ROMをやっていい」とOKを出した。
1989年4月にテレビゲームではなく液晶画面を持ったカセット式のハンディーゲームマシン「ゲームボーイ」が発売され大ヒットしていたが、ファミコンの人気は既にピークを過ぎかけている事が前年の実績から明らかになっていた。後にも、ソフトメーカーのスタンスは変わらず問屋の倉庫は売れないソフトが大量に溢れることになった。そして任天堂はファミコンの後継機（スーパーファミコン）の市場投入を決意した事で、そこからソニーとの関係が始まった。
当時の久夛良木は業務用のデジタルビデオエフェクタ「システムG」をゲームに転用してビジネス化出来ないかと考えていた。ただし、当時ソニー内ではソニーのイメージを損なうとしてゲーム事業への進出に反対する社員が多く、久夛良木自身も「異端児」と呼ばれており逆風が強かった。この事業にゴーサインを出したのが当時社長の大賀典雄である。
1989年10月から共同開発が始まり、翌1990年1月1日には大賀典雄（ソニー）と山内溥（任天堂）の間で両社の締結を確認する合意文書が作られた。プレイステーションはこのプロジェクトでソニーが全世界的に商標権を登録した商品名であった。プレイステーションという名称は久夛良木が名付けた。
計画では、CD-ROMアダプタは玩具流通で任天堂が発売し、CD-ROM一体型のスーパーファミコン互換機は家電流通を使ってソニーが発売することとなっていた。参考にされたのはファミコンに磁気ディスクドライブを拡張するファミリーコンピュータ ディスクシステムである。ディスクシステムにおいてファミコンに接続する周辺機器は任天堂が発売し、一体型マシンツインファミコンをシャープを発売したパターンがCD-ROMにおいても踏襲されることになった。そしてソニーはプレイステーションを49,800円の価格で1991年秋から発売を予定し、初年度目標を300万台としていた。久夛良木の構想ではこのプレイステーションは任天堂のゲームを中心とした当初はゲーム機として普及させ、やがてCDプレーヤーやレーザーディスクプレーヤーなどと融合し、将来的には出版や教育も取り込むという家庭用コンピュータのインフラを狙っていた。

#### 任天堂の共同開発の破棄

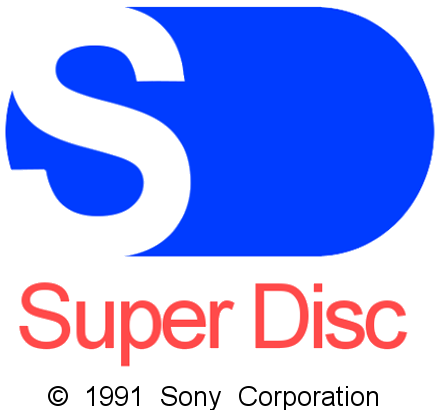
スーパーディスクのロゴ

こうして1991年6月1日のシカゴでコンシューマー・エレクトロニクス・ショーにおいて、ソニーがプレイステーション試作機を発表したが、一方で任天堂はソニーとの共同開発計画ではなく、フィリップスとの提携と、CD-iでのゲーム開発を発表した。久夛良木は5月29日の時点で任天堂とフィリップスが共同開発する件を把握しており、出井伸之とともに任天堂本社を訪ねて問いただすと、任天堂の言い分は「ソニーとの契約は履行する」、「契約は生きており、ソニーがスーパーファミコンと互換性のあるCD-ROMマシンを発売するのは構わないが、任天堂がスーパーファミコンに採用するCD-ROMアダプタはソニーとは別の規格を採用するというものだった。肝心の任天堂からCD-ROMゲームが供給されないのなら、プレイステーションはスーパーファミコンより2万円以上高価なスーパーファミコン互換機でしかなかった。そのためその後も交渉が続けられたものの任天堂の決定は覆らなかった。
任天堂がフィリップスと共同開発することにした理由として、当時の関係者はCD-ROMやゲームソフトのライセンスにあったとしている。
1. スーパーファミコンCD-ROMソフトはスーパーディスクと名付けられ、任天堂ではなくソニーがライセンスを有することになっていた。当時のコンシューマー機のソフトはROMカセットが主流であり、CD-ROMは付属的な立場のメディアとして認識されていたため、任天堂はCD-ROMの権利を重視していなかった。しかし、任天堂米国法人社長だった荒川實がアメリカのコンピューター業界でのCD-ROMの躍進ぶりを目の当たりにしており、この契約のままだと任天堂がソニーの従属的立場になると危機感を抱き、山内溥にソニーとの提携を止めるように口説いたとされている[21][注釈 4]。丸山も同様の発言をしている[6]。
2. また、当初ソニー側はハード開発のみを行うはずだった。しかし、ソニーが自前のソフトで試供品を実演していた。それを知った山内溥社長(当時)は激怒していたという[24]。

ファミコンスペースワールド92の会場でスーパーファミコンCD-ROMアダプタは発売延期が決まると同時に32ビットCPUを搭載する仕様変更が発表されたがソニーだけの規格では市場が広がらないと判断されたことから、スーパーファミコン互換機は開発を中断することになり、既にゲームソフトの製作を進めていたソニー・ミュージックエンタテインメントは、マーク・フリントによる『フォルテッツァ』（5億円を投じていた）、『沈黙の艦隊』『フック』などを没企画にし、15億円の損失を出したとされる。
これらの騒動により、久夛良木ら開発陣は社内での居場所を無くすが、大賀典雄の判断により、丸山茂雄率いるソニー・ミュージックエンタテインメント（現・ソニー・ミュージックレーベルズ）のゲーム部門に一時的に避難させられることになった。

#### ソニー単独でのプロジェクト再始動
1992年6月24日のソニーの経営会議で、ゲーム事業への進出の是非が議論になり、大半の役員が反対意見を投じる中、経緯説明のために会議に参加した久夛良木が、「我々は本当にこのまま引き下がっていいんですか。ソニーは一生、笑いものですよ」と食ってかかり、試作品はほぼ出来上がっている事を公表。最終的に大賀が久夛良木に「そんなに言うならやってみろ！」と叫び、「DO IT！」と声を張り上げながら机を叩いた事でゴーサインを出し、ゲーム事業への進出を決断した。
なお、大賀はプレイステーション製作にあたり、社内のコンセンサス形成のみならず、ゲーム機製作自体にも深く関わっており、業界標準とも言える任天堂型のコントローラからの脱却を図るグリップ型のコントローラーを作るように指示し、何度もダメ出しをしている（本体・コントローラーのデザインは後藤禎祐が担当）。後藤禎祐がデザインの依頼を受けた時期は、細かな仕様だけでなく基板の大きさも決まっていなかった。本体を真上から見ると、四角に丸がついたシンプルな構成である。後藤は"熊さんの顔"と言って笑うが、このわかりやすさもソニーらしさの重要なファクターとなる。「ソニーらしさは、無駄な造形に入り込んでいかない。それは飽きてしまう原因になったりするので長続きしないんです。シンプルな形、クリーンなイメージ。そういう媚びないデザインだと思う。中身の機能を素直に表していけば、必ずシンプルで飽きのこないいいモノができるだろうと、僕は昔からそういうデザインポリシーでやってきました。」と述べている。
また盛田昭夫もゲーム事業のプレゼンを聞いた後、久夛良木の手を握って「これはおもしろい。こういうビジネスを望んでいたんだ」とチームを激励したという。ただ後述の通り、盛田は「プレイステーション」という名前を再検討するよう指示した（その後盛田は病に倒れた。内海州史は、あのまま盛田が健在であれば「プレイステーション」の名称は変わっていたかもしれないと記している）。
1992年夏から正式に「PS-X」プロジェクトが立ち上がり、1993年11月16日にソニーの技術者と株式会社ソニー・ミュージックエンタテインメントのコンピュータゲーム製作部門のスタッフら65人で構成される株式会社ソニー・コンピュータエンタテインメントが設立。1993年12月のセガ「バーチャファイター」（MODEL1版）のリリースに影響を受けて、未だ時期尚早と思われていた3Dマシンとしての方向性が決定的となり、1994年5月10日に多くのゲーム雑誌関係者が見守る中、進捗報告会が行われた。「PS-X」と呼ばれていたマシンの正式名称を「プレイステーション」と発表した。同時にコンピュータグラフィックで描かれたデモ映像を会場で流し、本体のモックアップを展示した。グレイの本体はノートパソコンくらいの大きさ、パッドは流線形のデザインで、背面にはLRボタンのような4つのボタン、本体のパッド接続部分の上にメモリーカードスロットが設置されていた。本来、プレイステーションはスーパーファミコン互換のCD-ROMゲーム機で使われる予定だった名称であり、これを流用したものである。頓挫した商品と同一名は縁起が悪いという意見もあったが、既に全世界ベースで商標権を登録しており、新しい商標にするには調べるだけで半年かかるため、そのまま同一のプレイステーションの名称が採用された。1994年11月にプレイステーションの価格を39,800円、発売日は1994年12月3日と発表した。

#### 名称の由来と略称
久夛良木は仕事で使うコンピュータを「ワークステーション」と呼ぶことに対して、遊びで使うコンピュータという意味で「プレイステーション」に決めた。ユーザー間では「プレステ」と略されることが多いが、CMや自社製品内での記載では一貫して「PS（ピーエス）」と略されている。「週刊ファミ通」の記事によると、盛田昭夫がプレステの「ステ」が「捨て」に通じることから避けさせたという。「プレステと呼ぶなー」という新聞広告を出したこともある。

#### ナムコとの関係
ソニーがプレイステーションを開発していた時にナムコも同じように次世代ゲームマシンの開発を行っていた。ナムコのゲーム機開発は1980年代の終わりから始まっており、ナムコの研究開発部隊を率いていた石村繁一が開発の中心にいた。アーケードにおいては、最先端の3D技術分野でもあったが、家庭用ビジネスにおいては、ファミコンやスーパーファミコン参入当初の絶対的な優位性を失いつつあった。そんな当時のナムコにとって、独自のアーケードのヒット作を家庭に持ち込むことは悲願だった。1993年、ナムコの幹部数人はソニー本社に招かれプレイステーションの原型たるマシンスペックを見て驚きナムコの技術者は家庭用ゲーム機の開発を中止した。そして、11月15日。ソニーが開発するハードに全面的に協力する意向を固めた。正確には(ソニーとソニー・ミュージックエンタテインメントが共同出資で設立したソニー・コンピュータエンタテインメント)とナムコが、ゲームのソフト及び、ハードの開発で提携することに合意する事を発表した。ナムコとソニーはその後プレイステーション互換のアーケードゲーム基板であるZN-1/ZN-2を共同開発している。
中村和幸も「ほかとは違うものを造りたがる人間は多いのは確か」と言うように、ナムコはもとより、音楽面、デザイン面で他社より自由な発想で抜き出ている作品が多い。数々のミュージシャン、アーティストなどナムコで働いていたエピソードを持っている。

### 累計生産出荷台数
- 1994年
  - 12月3日 - 10万台[39]。
- 1995年
  - 5月第4週 - 日本100万台[40]（同年内に200万台達成）[注釈 8]。
- 1996年
  - 6月4日 - 世界500万台[41]。
  - 8月31日 - 世界720万台（日本350万台、北米210万台、欧州160万台）[42]。
  - 10月31日 - 世界900万台（日本400万台、北米280万台、欧州220万台）[43]。
  - 11月30日 - 世界1000万台（日本420万台、北米345万台、欧州235万台）[44]。
- 1997年
  - 1月8日 - 日本500万台[45]/世界1100万台（サターン：日本440万台/世界720万台、N64：日本185万台/世界400万台）[46]。
  - 2月14日 - 世界1200万台（日本560万台、北米380万台、欧州260万台）[47]。
  - 3月19日 - 世界1300万台[48]。
  - 3月31日 - 世界1350万台[49]。
  - 5月31日 - 世界1600万台（日本750万台、北米480万台、欧州370万台）[50]。
  - 8月26日 - 世界2000万台（日本850万台、北米640万台、欧州510万台）[51]。
  - 12月31日 - 日本1000万台[52]。
- 1998年
  - 2月5日 - 世界3000万台（日本1065万台、北米1075万台、欧州860万台）[53]。
  - 3月31日 - 世界3282万台[54]。
  - 6月30日 - 世界3732万台[55]。
  - 8月21日 - 世界4000万台（日本1300万台、北米1430万台、欧州1270万台）[56]。
  - 12月21日 - 世界5000万台（日本1425万台、北米1935万台、欧州1640万台）[57]。
- 1999年12月2日 - 世界7000万台（日本1677万台、北米2594万台、欧州2733万台）[58]。
- 2004年5月18日 - 世界1億台（日本とアジア2072万台、北米3967万台、欧州3961万台）[59]。
- 2005年3月31日 - 世界1億249万台（うちPS one:2815万台)。

## ハードウェア

### 本体部
本機はCGワークステーションの仕様を縮小したような設計になっており、3Dゲームで最高の性能が発揮されるように作られた。当時は2Dゲームが数多く発売されていた時代であり、大多数のゲームメーカーが3Dの採用を時期尚早と捉え、2D描画性能を重視する中、3D専用設計のゲーム機を開発すること自体がリスキーな挑戦であったが、実際にプレイステーションが市場に投入されると、美麗かつ高速に動作する3Dグラフィックスは各界に大きな衝撃を与えることになった。特に、ローンチタイトルの『リッジレーサー』はプレイステーションの性能を知らしめる上で、良いベンチマークソフトとして機能した。当時のゲームクリエイターは3Dという新たな表現手法を使って実験的な作品を世に送り出し、ゲームの幅を大きく広げて行った。
メインCPUにはMIPSアーキテクチャの32ビットRISCプロセッサ「R3000」と、3DCGで必須となる行列演算を支えるベクトル演算ユニット（GTE）のコプロセッサをワンチップ化したカスタマイズ版を採用。非常に高価なグラフィックスワークステーションでのみ実現できたポリゴンによる3次元コンピュータグラフィックスを比較的簡単にプログラミングできる。但し、GTEの演算精度の低さにより、ポリゴンやテクスチャに歪みが生じるという問題がある。
ロゴマーク
PSのロゴマークは、当時ソニーのクリエイティブセンターに所属していた坂本学によるものである。当初は4色で構成されていたロゴだったが、ゲーム用ディスクをシルク印刷する過程下ですでにモノトーン版のロゴも作られていた。
電源・リセット・オープンボタン
電源ボタンは「POWER」・リセットボタンは「RESET」・オープンボタンは「OPEN」の文字が付いたボタンである。海外モデルは電源ボタンとオープンボタンが文字ではなくアイコンになっている。
3Dに特化したハード
ハードウェアの性能としては3Dポリゴン描画に特化したアーキテクチャが最大の特徴である。座標変換専用チップの搭載で1秒間あたり、150万ポリゴンの演算が可能。ポリゴンの頂点演算や座標変換を行うジオメトリエンジンを搭載し、さらにフレームバッファにポリゴンやテクスチャマップドポリゴンを転送する機能をハードウェアで備えるため、これらの演算を全てソフトウェア処理させる（CPUに膨大な量の演算を強いる）ことが多かった当時のパソコンや他のゲーム機と比較して高い性能を引き出せた。しかし、プロセッサに集積できるトランジスタ数の制約から、空間座標は固定小数点数で扱うこととなったため、ポリゴンやテクスチャにカクカクとした歪みが出る問題があった。
一方、旧来のゲーム機では常識であったラインバッファ方式のスプライトやBG機能は搭載しておらず、2Dの表現は苦手である。例えば、2Dゲームでは当たり前に用いられているラスタースクロール特有の画像変形を行うことが難しい。
動画の再生
JPEGデコーダのMDECを内蔵しており、この機能を活用して当時の水準としては高画質なMotion JPEGによる動画（ムービー）の再生を可能にした。『ファイナルファンタジーVII』をはじめとするこの機能を活用したコンテンツの登場により、プリレンダリングされた3DCGムービーとネイティブの3Dゲーム操作シーンを連結して多用することで、場面と時間を繋ぎ、物語性を補完する表現手法が確立された。またゲーム導入時のデモムービーやエンディングムービーなど、ゲームをプレイするための動機付けとしても広く活用されるようになった。
サウンド能力
PCM音源は24チャンネルのサウンド能力を持っている。チャンネルとは同時に鳴らせる音の数で、この音源の量子化ビット数は16ビット、サンプリング周波数は44.1キロヘルツであり、この数値によってコンパクトディスクと同等の音が再生可能である。他にも音を変化させられるデジタルエフェクト機能を持つ。高度なサウンド能力は、パラッパラッパーを筆頭とする音楽ゲームの登場にも大きく寄与しているが、PS1以外でPS1用の音楽ゲームを動作させると音ずれなどの不具合が生じる傾向にある。スーパーウーファー、サブウーファーなど別売のスピーカーをゲーム環境に加えたセットアップによってアーケードを超えた音と呼ばれる程、クリアで乾いたサウンドクオリティが引き出せるようになった。ただし、ドルビーデジタルなどの本来の圧縮サラウンド音源や非圧縮サラウンド音源をそのまま出力できるようになったのはPlayStation3以降である。

### 周辺部

#### CD-ROM

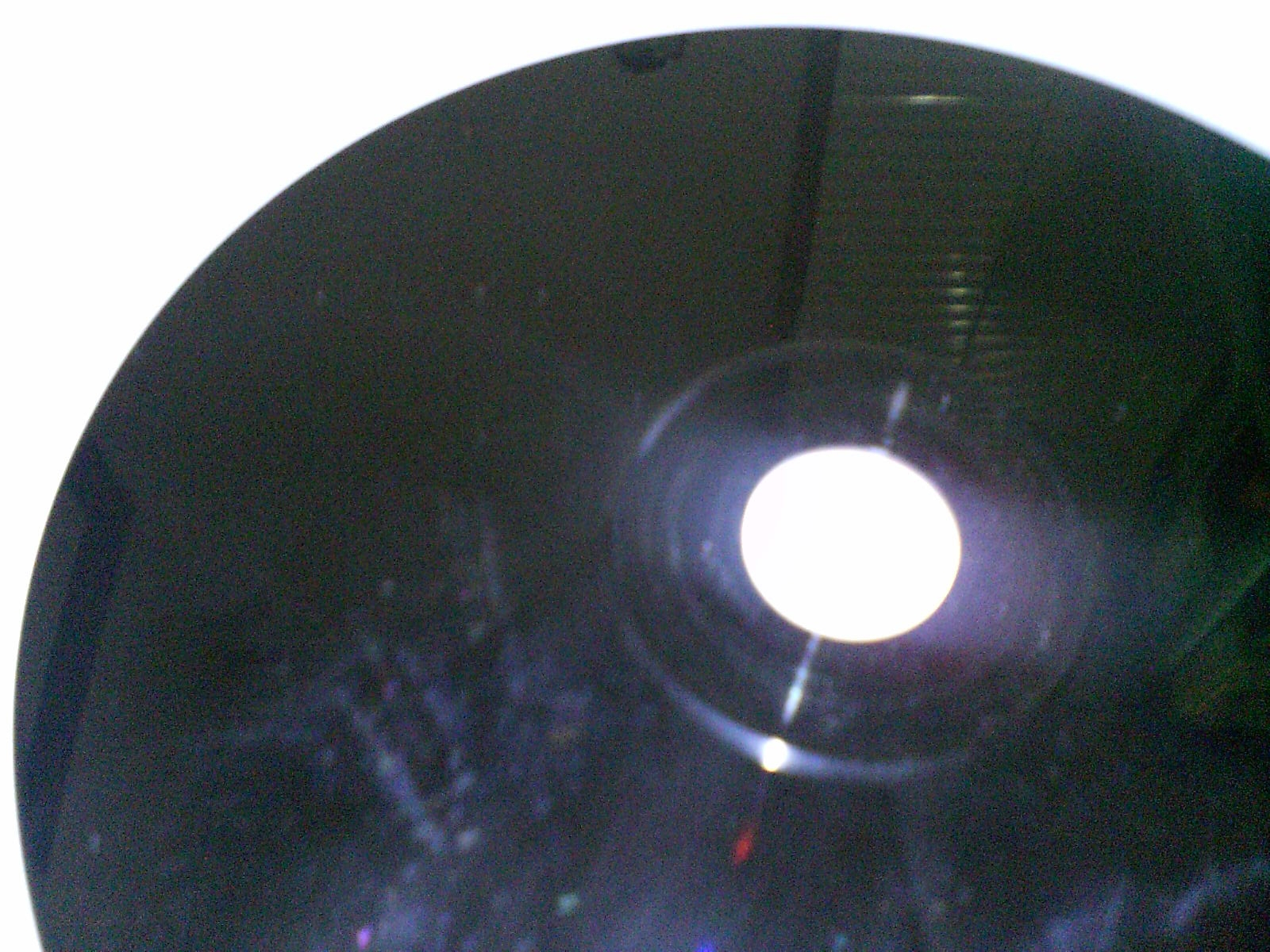
PlayStation用CD-ROM XAの裏面は、黒色になっている。

大容量、低価格、量産時間の短縮
ソフトウェア媒体として採用したCD-ROMは従来のROMカートリッジと比較してデータへのアクセス速度が劣るが（ローディング時間が生ずる）、大容量、低価格、量産時間の短縮といった利点があり、コンピュータゲームの表現方法から流通にまで幅広く影響を与えた。
当時のCD-ROM機は大容量メディアという反面、それゆえにローディングに非常に時間がかかるのが難点とされていたが、PlayStationはローディング時に読み込むデータは3D映像自体ではなくデータコードであり、それを本体内で処理・展開させて3D映像を作り出すという構造にすることで、当時としては高速なローディングを実現していた。ディスクの印刷方式はシルク印刷とオフセット印刷が混在している。
規格上PS用ディスクを8cmシングルでも製造でき、8cmで発売された唯一の例外であり、無料配布品の広告用作品として初期に開発された「プレプレ PlayStation 創刊準備号」が存在する。
黒い記録面
PS規格のCD-ROMは一般的な音楽CDやCD-ROMメディアとは異なり、記録面の樹脂が黒く着色されていることが特徴である。この黒い樹脂の光学的な特性自体は通常の音楽CDやCD-ROMメディアと同じものであり、例えばBGMをCD音源として収録しているタイトルのディスクならば、楽曲収録トラックを通常のCDプレーヤーでも再生することが可能である。
開発時には通常のCD-ROMのままでCDマット（キャディ）を付ける事が検討されていたが、久夛良木のコストカット路線によりCDマットをやめ、記録面の色を変えるという方向に落ち付いた。記録面を黒いものとする導入当初の目的は、正規流通商品と海賊版や偽造品を容易に見分けられるようにするためとされていた。
ただし、この記録面の着色については、後継機であるPS2ではPS2規格のCD-ROMの記録面が青く着色されているのみで、CD・DVDなどの各種ディスクメディアでの汎用的な規格としての採用実績はなく、事実上PS規格CD-ROM特有の仕様となっている。
海賊版対策
非正規ソフトの対応については、CD-ROMのコピープロテクトを解除するための「MODチップ」と呼ばれるICチップが世界規模で出回り、それに対してソニー・コンピュータエンタテインメントは「レッドハンドプロテクト」で対抗した。世界有数のCD生産企業でもあり、短時間に大量の生産を行っても割高にはならず、CD-ROMにプロテクトをかけるために委託生産を行っていた。

#### メモリーカード
ROMメディアがディスクになったため、ゲームのセーブデータは外部記憶装置であるメモリーカード（容量128KB。表記は1Mbit）を使用する。コントローラー接続部の上部に差込口があり、そこに差し込むことで使用する。PS規格ソフトを挿入せずにPSを起動した場合、メモリーカードの管理画面に移行し、移動・コピーや削除が行える。各国発売版ではリージョンフリーとなった。データアクセスはコントローラポートを経由した同期型シリアル通信でセクタ（128バイト）単位で行う。読み取り速度は10KB/秒で書き込みはそれよりも遅い。
セーブデータのサイズを「ブロック」（8KB分）という単位で管理しており、メモリーカード1枚につき15ブロックまで保存することができる。実際に用意されているブロック数は16ブロックとなっているが、セーブデータの保存として使用される15ブロック分の管理用として1ブロック使用しており、セーブおよびロードなどで内容確認のためにメモリーカードの読み込みが行われた際に管理データが読み込まれ、ブロック内に保存されたセーブデータタイトルの判別および削除処理で未使用領域として認識させ上書き可能にするために機能する。
ゲームタイトルによって使用ブロック数は異なり（パッケージに記載されている）、最低1ゲーム分、最大15ゲーム分のゲームデータを保存することが可能。複数のブロックを一括で確保するタイトルや、データ作成によって逐一ブロックを確保するタイトルが存在するため、1ゲームタイトルに対する使用ブロック数の増加や一括確保のための空きブロック不足により保存できるゲームタイトル数が少なくなることがあり、1枚では足りずに2枚3枚と買い足すプレイヤーも多かった。のちにHORIなどから廉価な互換品が発売されると、売れ筋はそちらに移った。
セーブデータの保存形式がバッテリーバックアップではなくなったことで、データ保存先の本体内部、もしくはカセットのバッテリーがなくなると同時にセーブデータが消失してしまう事がなくなった。バッテリーがなくなった時にセーブデータが消える事を防ぐために、別のメディアに移行させて電池交換を行う必要もなくなった。セーブされたゲームタイトルを所持していなくても本体管理画面で削除が可能になったが、操作ミスなどによりメモリーカードメニューでセーブデータを消してしまった時に、他の操作をする前なら、L1・L2・R1・R2を同時に押すことでデータの復元が可能。
ソフト開発メーカーの中で周辺機器の活用度を予想するアンケート調査では「対応させたい」と回答していたメーカーが多く、ハイスコアやボタン設定などを記録したりなど”あると便利”な機能に対応しているソフトは多いが、メモリーカードがなくても困らないソフトも多い。
PlayStation 3では「仮想メモリーカード」を使用することで、PS1作品をPS Vita含めてセーブデータを使いまわせるようになり、初期型モデルではPS2作品のデータも仮想カードに変換できる。ただし、PCにメモリーカードのデータを取り込む場合は様々なソフトウェアが乱立するほどの古い規格と化してしまった上、PS3への取り込みを可能にするメモリーカードアダプター(CECH-ZM1J)は価格が高騰している。
業務用汎用筐体の「サイバーリードII」ではスロットリンクシステムが搭載されておりスーパーワールドスタジアム2000などの限られた業務用ビデオゲームにはメモリーカードの使用が可能な物もあった。

#### コントローラー
一番の利点は、スーパーファミコンやPCエンジン、メガドライブなど、他ハードのコントローラーよりも強度を増した内ゴムの劣化に対する耐久性にある。このため店頭設置の機械で操作できなくなることは無くなった（但し十字キーが内部で割れることがある）。全般的にはスーパーファミコンのコントローラーにL、Rキーを追加したようなデザインである。
デジタル方向入力については、任天堂よる十字キーの実用新案権を侵害しないよう、試作段階では他社と同じような円形キーであったが、最終的に一部を内部に埋め込み、上下左右が独立したような外観形状とした。このため操作性に若干の難があった。
老若男女や国籍を問わない共通した記号として、「△○×□」ボタンが採用された。ゲーム内にも記号アイコンを表示させるソフトが発表されるなど、直観的に使える操作性を実現している。日本以外では、〇（マル）と×（バツ）の認識が無く、×はチェック（OK）の意味になるため、ソフト内で対応を変えているものがある。
NINTENDO64の発表時、当時任天堂社長の山内溥によってゲームの"質的転換"の第一とされたのが、3Dスティックが標準搭載されていることだった。また、ゲームの動きに合わせて震える周辺機器「振動パック」をコントローラーの背面に挿して振動を楽しめるオプションも、売り物のひとつだった。当初は別売りだったDUALSHOCKを本体のモデルチェンジで同梱品にしたのは、様々なソフトを発売予定に持つNINTENDO64の対応策であることは疑いようもなかった。アナログスティックを2本搭載したコントローラーは初となるが、2本をフル活用して操作を行うソフトは出る予定がなかった。そもそも、アナログスティックの機能を有効化すると、アナログスティックを想定していない作品で入力が反応しなくなり、プレイできなくなるリスクもある。

### 仕様
CPU

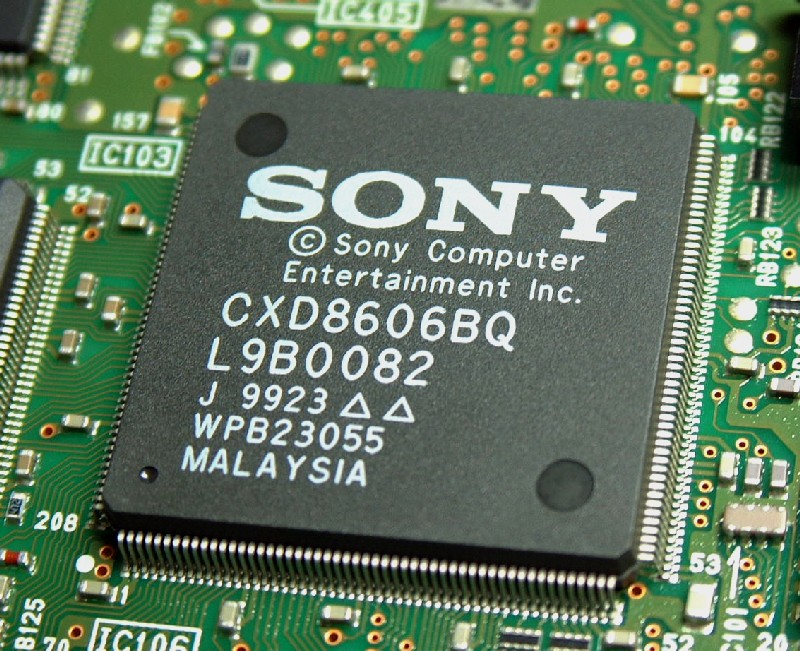
CPU/GTE CXD8606BQ
SCPH-9000に実装

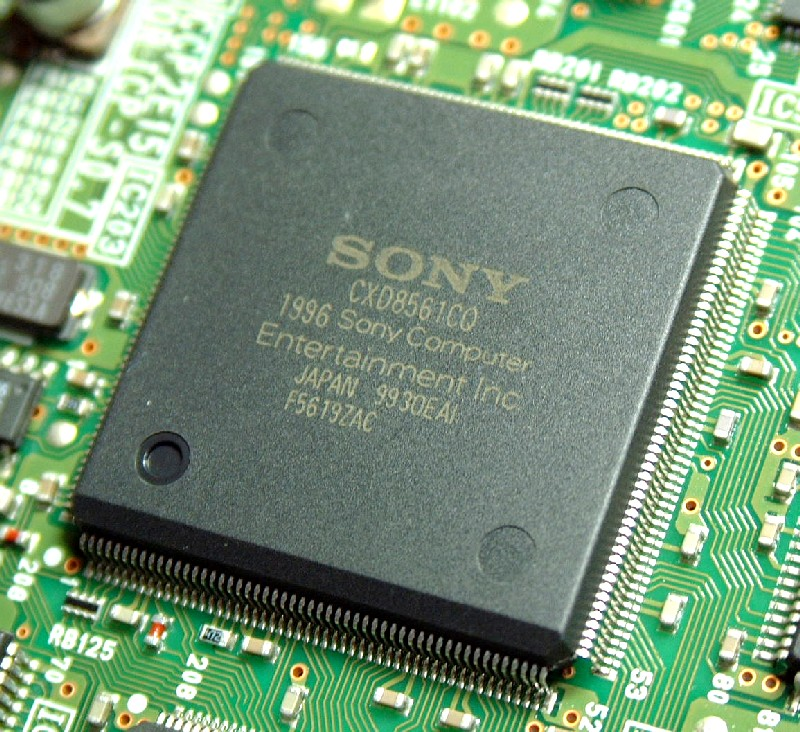
GPU CXD8561CQ
SCPH-9000に実装

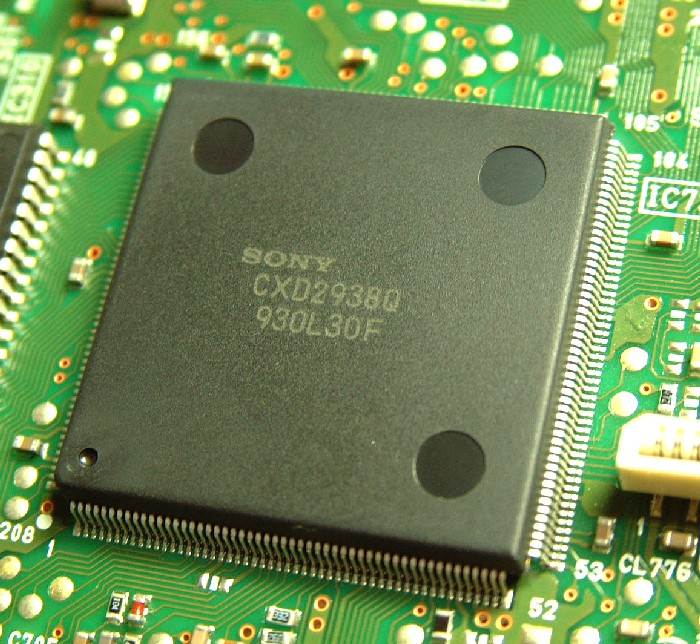
SPU CXD2938Q
SCPH-9000に実装

- MIPS R3000A ベース 32ビット RISCプロセッサ (R3051)
- クロック周波数: 33.8688 MHz
- 4 KB 命令キャッシュ
- 1 KB データキャッシュ
- 命令処理能力: 30 MIPS
- バス帯域: 132 MB/s
- ベクトル演算コプロセッサ: GTE (Geometric Transfer Engine)
  - ジオメトリエンジン
  - R3000のコプロセッサ（CP2）として動作
  - 演算精度: 16ibt（符号 + 整数部 + 小数部）
  - 演算能力（描画性能）: 最大450万頂点（150万ポリゴン）/秒（SCE公表値）
  - ポリゴン表示能力: 最大36万ポリゴン/秒（SCE公表値）[注釈 12]
  - スプライト描画性能: 最大表示4000個（1/60秒、SCE公表値）[注釈 13]
  - 可変長の整数（固定小数点）演算
  - テクスチャマッピング、グーローシェーディング、フォグ 半透明処理機能搭載
  - 描画が1/60秒を超えた場合に垂直同期を待たずに表示を切り替えることができ、処理落ちを最小限に抑えられる。
  - GTEの演算誤差（当時の半導体プロセスの制約から浮動小数点演算の実装は困難であり、高速化のために整数演算を用いている）の影響で、ポリゴンの間にPS特有の「継ぎ目」ができる。またパースペクティブ補正処理を省いているため、テクスチャマッピングにも独特の歪みが出る。他にも、Zバッファ法処理も省いているため、ポリゴンが循環的に重なると背面に隠れるはずのポリゴンが一番手前に現れる現象が起きる。
  - テクスチャバッファとして使用できるメモリが少なく、テクスチャ伸長の際にピクセル境界やバンディングが露見する部分をカバーするため、後期のゲームでは展開後のテクスチャにディザリングをかける手法が多用された。
  - 後期PSではジオメトリエンジンのアーキテクチャが改良されており、そのためプロセッサも「GTE」ではなく「GTE-2」と呼ばれた。
- 画像伸張エンジン MDEC (Macroblock Decoder)
  - JPEGデコーダチップ。動画再生エンジン兼テクスチャ展開。
  - Motion JPEG動画の再生能力は、320x240ドット時で秒間30フレーム。これは動画再生を売りにしたPC-FXと同等スペックである[75]。640x240ドット時は、秒間15フレームの再生能力となる[62]。
  - 一般的なJPEGとはファイルヘッダーのフォーマットとブロック圧縮のアルゴリズム（JPEGがハフマン法を使用しているのに対し、MDECはランレングス法を使っている）に違いがある。非圧縮ブロックの仕様はJPEGと同じ。
- ダイサイズ: 128平方 mm（初期型）
- 集積トランジスタ数: 100万個
- 半導体製造プロセス: 0.6 μm（初期型）

GPU
- 最大 1677 万色（24 ビット）
- レンダリング解像度／最大解像度: 256 × 224 - 640 × 480
  - CXD8514の場合は4 Mbit 60 nsのVRAM2個、CXD8561の場合は8 Mbit 12 nsまたは10 nsのSGRAM1個
  - （PS oneの後期型）CXD9500QではGPUとSGRAMをワンパッケージ化
- 表示画素数: 256ドット×224ライン（ノンインターレース）〜640ドット×480ライン（インターレース[注釈 14]）[注釈 15]
- 表示画面: 1面

サウンド SPU
- スーパーファミコンのサウンド用DSP「SPC700」の後継LSIである[5][注釈 16]。
- 再生時粒子化ビット数: 16 bit ADPCM（デジタルエフェクト搭載）
- サンプリング周波数: 最大44.1 kHz
- 同時発音数: 2.0chステレオ 24チャンネル
- リニアPCM2.0chステレオ出力（音楽CD再生時のみ）
- メモリ: 512 KB

メモリ
- メインメモリ: 2 MB EDO DRAM
  - 4 Mbitチップ4個搭載のパターンと16 Mbitチップ1個搭載のパターンがある。
- ビデオメモリ: (VRAM): 1 MB
- オーディオメモリ: 512 KB[76]

メディア
- 倍速CD-ROMドライブ搭載
- コンパクトディスク - CD-ROM (CD-DA, CD-XA)
  - 専用CD-ROMメディアの裏面は基本的に黒色だが、光に透かすと内部の樹脂が青色であることがわかる。

コントローラ（プレイステーションコントローラ / アナログコントローラ / DUALSHOCK）
- コントローラ端子×2（最大2台。マルチタップ使用時は最大8台）

通信
- モバイルネットワーク: 2G mova（別途増設が必要）

AV出力

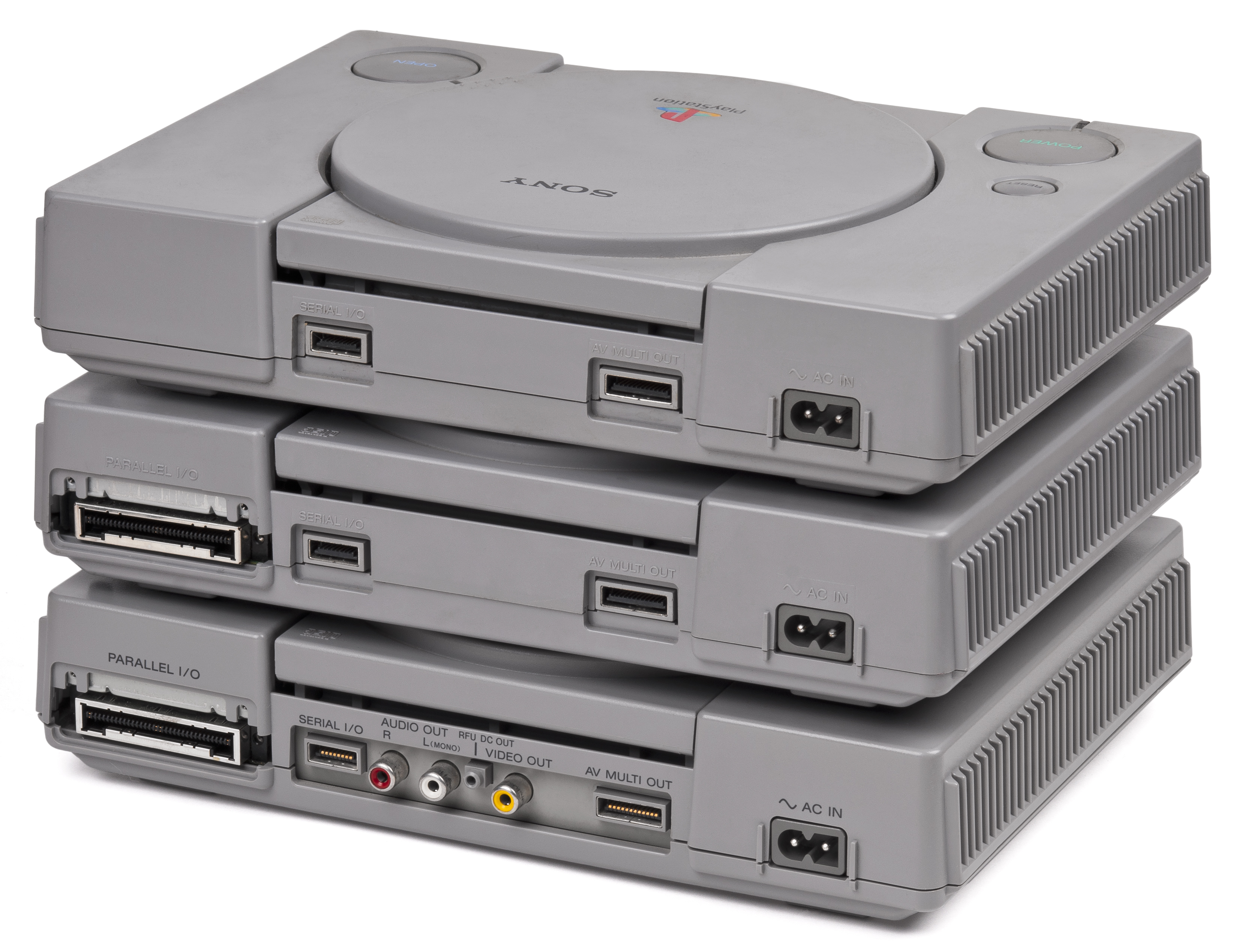
S端子×1（下、SCPH-1000のみ）とと外部拡張（パラレル）（SCPH-7500以前）
コンポジット端子（中央、SCPH-5000以前）と外部拡張（パラレル）（SCPH-7500以前）

- アナログ映像出力: コンポジット端子×1（SCPH-5000まで）、S端子×1（SCPH-1000のみ）
- アナログ音声出力: RCA端子×1（SCPH-5000まで）
- アナログ出力: AVマルチ×1（RGB、コンポジット端子、S端子、RF端子に変換可能）

I/O
- メモリーカード差込口×2
- 通信（シリアル）×1
- 外部拡張（パラレル）×1（SCPH-7500まで。取扱説明書には「将来の機能拡張のため」と説明されていたが、これに対応する周辺機器は一度も発売されなかったため、SCPH-9000で削除された。）
- DC出力×1（ほぼ未使用）

外形寸法（幅、高さ、奥行き）
- SCPH-1000から9000 270×60×188 mm
- SCPH-100 193×38×144 mm

本機の発売後に登場した周辺機器で実現できるスペックを含む。

## 内蔵機能
内蔵音源
1回のロードでは本体のオーディオ用の記憶容量は500 KBまでと制限があり、音色や音程をプログラム上のデータとして記録して、それを効果音などと同じ方法で再生する内蔵音源といった機能があり、音楽CDと同じ方法で再生するよりも処理の減速を防いだり、ロード時間が短縮される効果が発揮される。
サウンドロゴ
PS起動時のサウンドロゴは藤澤孝史によるものである。藤澤は2週間ほどで起動音を作り上げた。また、CMにおけるサウンドロゴをムーンライダーズのメンバーである岡田徹が担当しており、同グループが手がけているCMソングなどを収めた『MOONRIDERS CM WORKS 1977-2006』にはCM始めとCM終わりの2つのサウンドロゴが収録されている。起動音はゲームファンからも「怖い起動音」として知られており、「子供が夜遅くまでゲームをしないため」と考えられているが、開発に関わった藤澤によると、「電源を入れたユーザーを怖がらせないことや、起動音の後にゲームが始まる興奮を表現するため静かな音楽にすることも意識した」 という。

### CDプレーヤー
トラックの再生・一時停止・早送りといった基本的な機能に加えて3つのトリックプレーが可能で、当時の一般的なオーディオ機器に搭載されていたものが用意されている。
- シャッフル機能 - トラックの順番がランダムで決まる為、毎回違った順番でトラックが再生できる。
- プログラム機能 - トラックを再生する順番を決められる。
- リピート機能 - 同じトラックを繰り返し再生できる。

また、SCPH-7000以降はコントローラーで映像に影響を与えられるオーディオビジュアライザーであるサウンドスコープ機能が搭載されている。

## バリエーション
PlayStationは製造時期、販売地域によって異なる型番が付けられており、仕様が異なっている。その違いは主に入出力端子の有無によるものだが、ハードウェアの内部が変更されたことによるものもある。

### コンシューマー向け

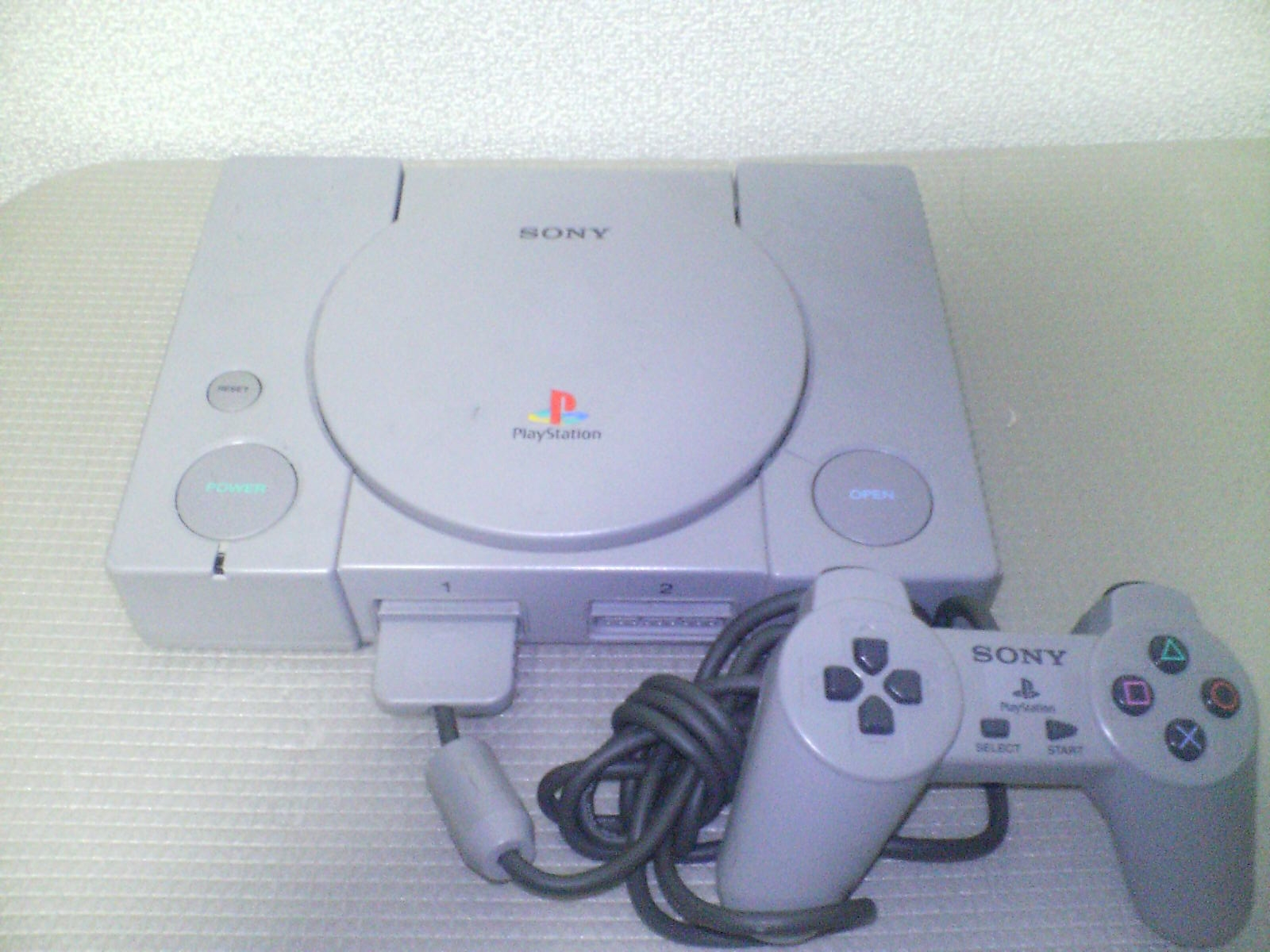
PlayStation（SCPH-5500）とプレイステーションコントローラ

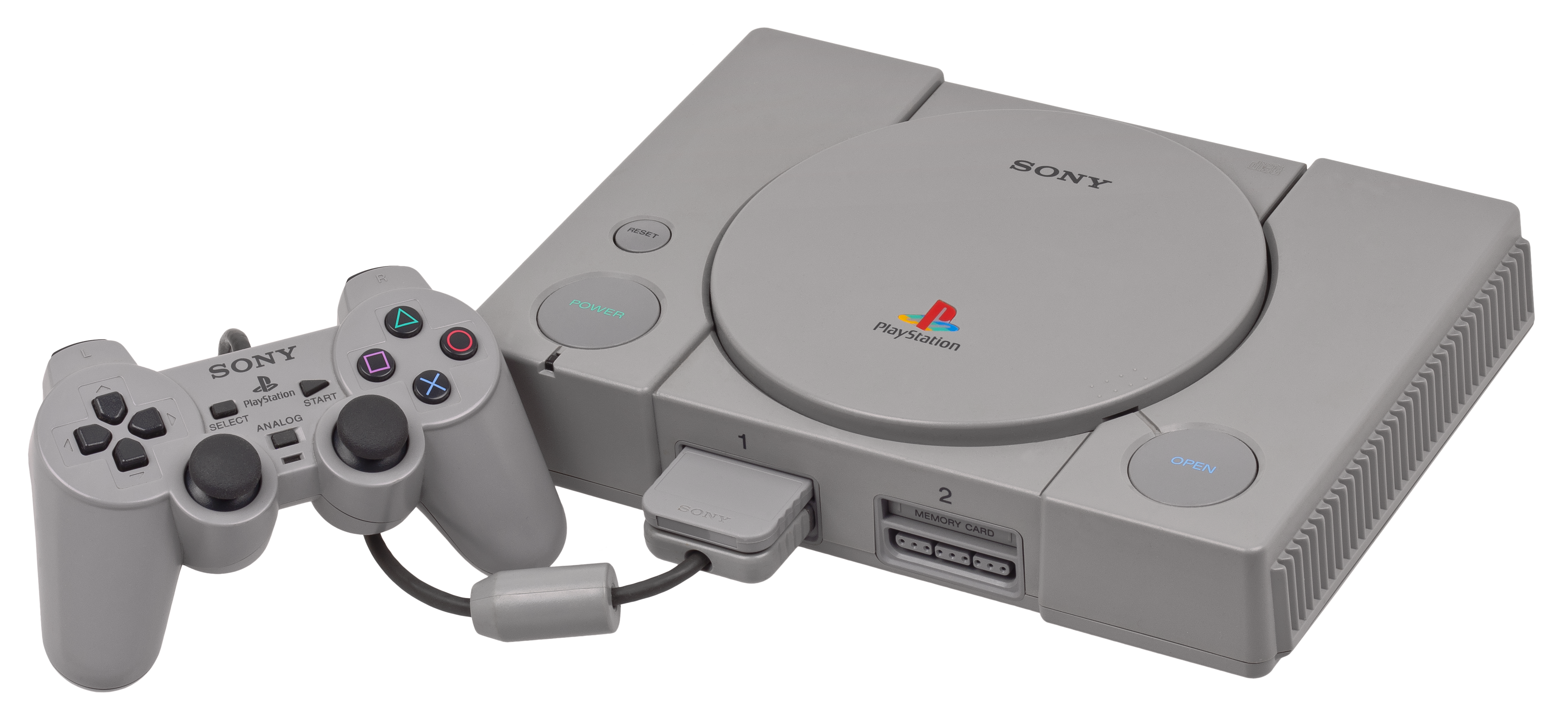
PlayStation（SCPH-7000）とDUALSHOCKのコントローラ

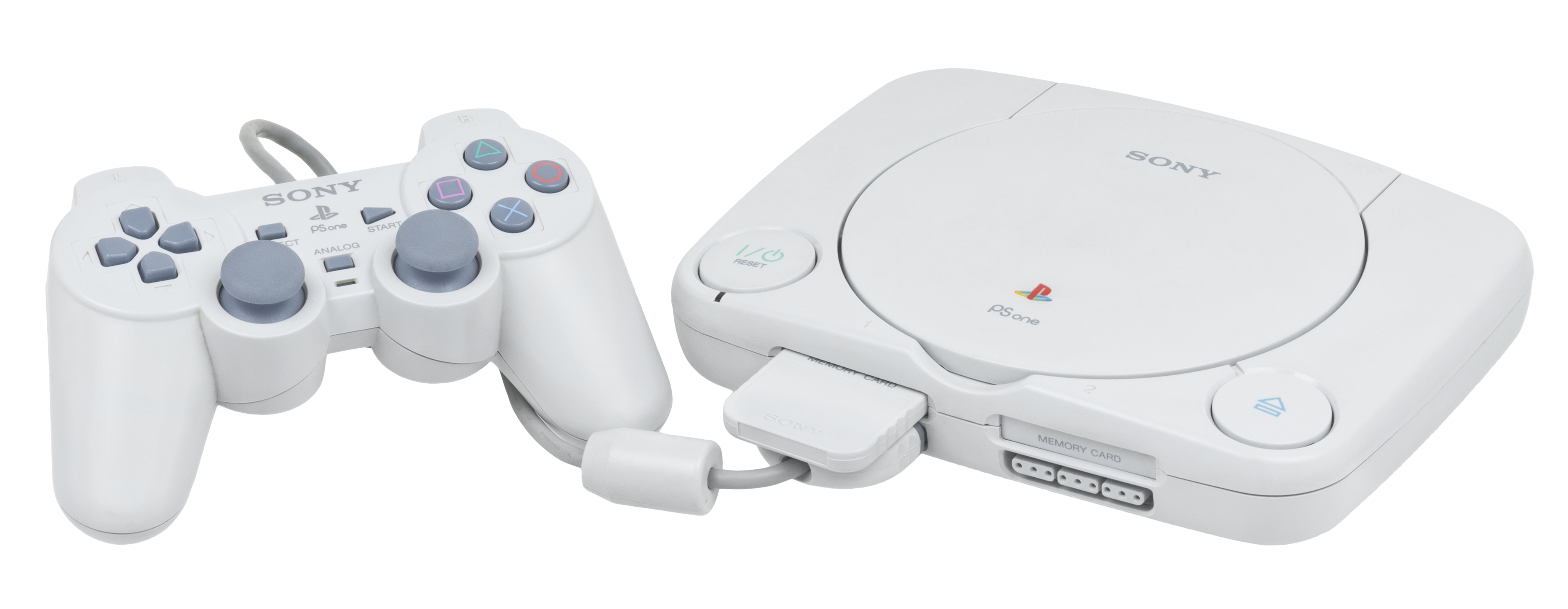
PS one（SCPH-100）とDUALSHOCKのコントローラ

特記がない場合、日本における概要について記述する。

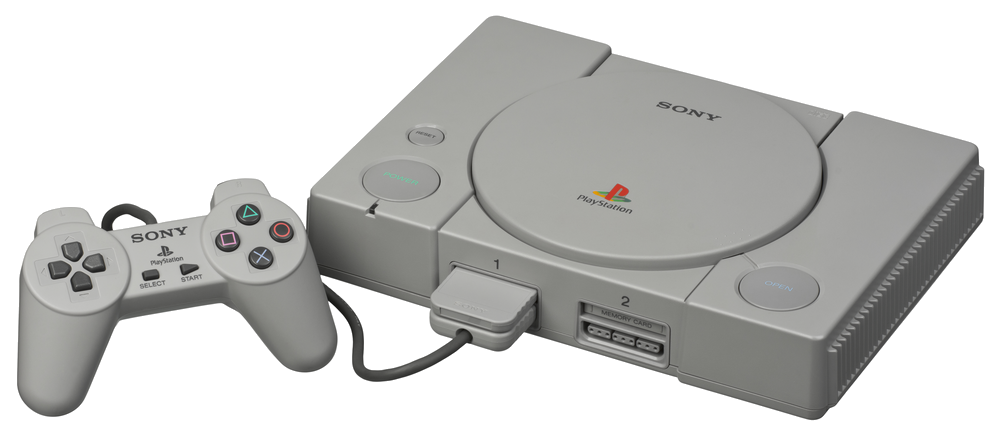
初期モデルのSCPH-1000

SCPH-1000
1994年12月3日発売。
初代型番。39,800円で登場。日本では「イチ・ニ・サン」の掛け声のCMが放映された。段ボール風の箱に黒いプリントがされているのが特徴
発売日は、ワン、ツー、スリーの語呂とともに大安吉日であるところから12月3日となった。
AVマルチ出力端子、通信ケーブル出力端子、ビデオ端子、S端子、外部電源端子、パラレル入出力端子が装備され、ビデオ端子ケーブルが同梱。
用途の限定されない拡張コネクタがある。これは発売直前までROMカートリッジでもゲームを供給するために用意した部分を流用したもの。
デザインが評価されグッドデザイン賞を受賞した。
SCPH-3000
1995年7月21日発売。
29,800円に値下げ。箱のプリントが黒から青になった。
S端子が削除される。
通気口が改善される。
SCPH-3500
1996年3月28日発売。
24,800円に値下げ。
ナムコの『鉄拳2』の発売に合わせ、「ファイティングボックス」と銘打ってコントローラー2個が付属（通常は1個）。
SCPH-5000
1996年6月22日発売。
19,800円に値下げ。
SCPH-5500

1996年11月15日発売。
ビデオ端子（RCA規格）が削除され、新たにAVマルチ出力端子から各種専用ケーブルによる出力となる。ビデオ端子がないテレビのRF端子に接続して映像を映すための（DC出力端子）も削除された。
SCPH-5903
1997年発売。日本以外のアジア圏では「ビデオCD」の文化が栄えており、東アジアや東南アジア市場で展開するため、それに対応しビデオCDも見られるようにしたもの。本体は白色で、本体の右上に「Video CD」の表記がある。ソフトウェア再生ではなく専用のMPEGデコーダを搭載しており、構造的にはプレイステーションとビデオCDプレイヤーの2-in-1である。ビデオ端子がAVマルチ端子に一元化されたSCPH-5500が発売された後の機種ではあるが、本機種のビデオ端子はSCPH-5000以前と同じく、RCAピン端子を装備する。
SCPH-7000
1997年11月13日発売。
18,000円に値下げ。
従来のプレイステーションコントローラに代わり、振動機能付きコントローラー「DUALSHOCK」を同梱。
2チップ構成だったCDコントローラーを司るLSIが1チップに集積化。
SCPH-7500
1998年12月1日発売。
15,000円に値下げ。
サウンドCPUとCDコントローラーの2チップが統合されて1チップに集積化。
SCPH-9000
1999年5月28日発売。
外観はSCPH-1000と変わらないが、内部の基板はそれまで幾度の改良・再構成を経て最終世代に近づいていた時期でもあり、SCPH-1000の半分程度の大きさにまでシュリンクされている。
SCPH-100

2000年7月7日発売。最終モデルである。

### 開発者及び出版社向け

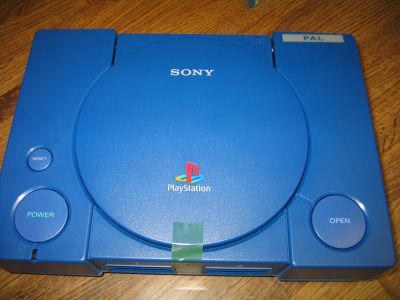
PAL規格のDebugging Station（DTL-H1102）
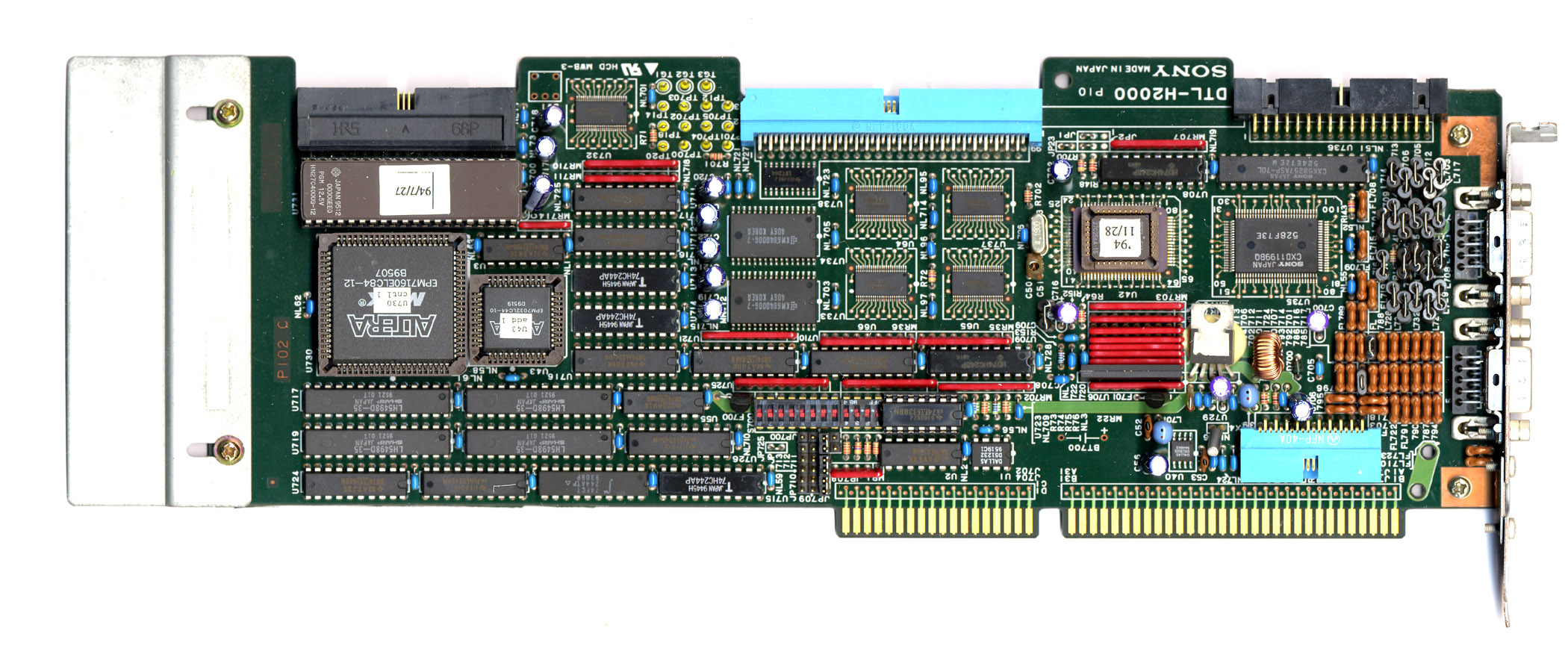
DTL-H2000 PIOボード
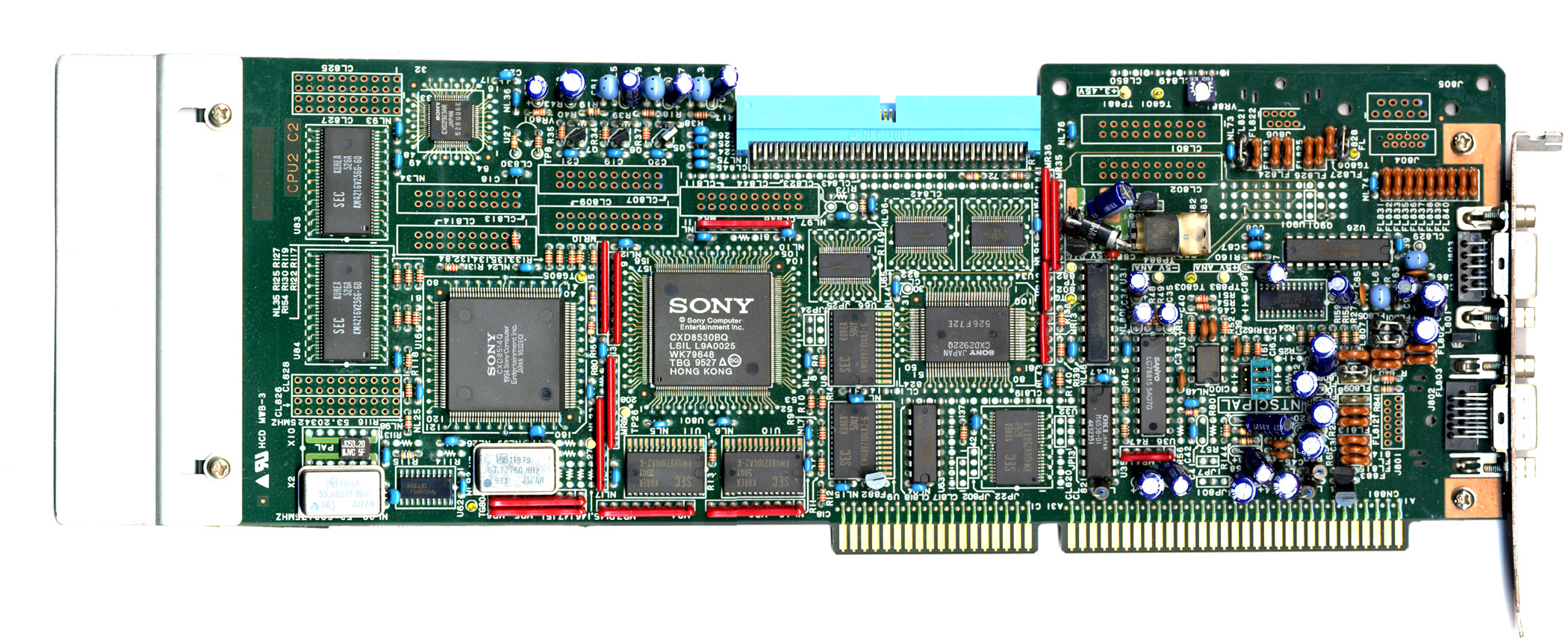
DTL-H2000 CPU2ボード
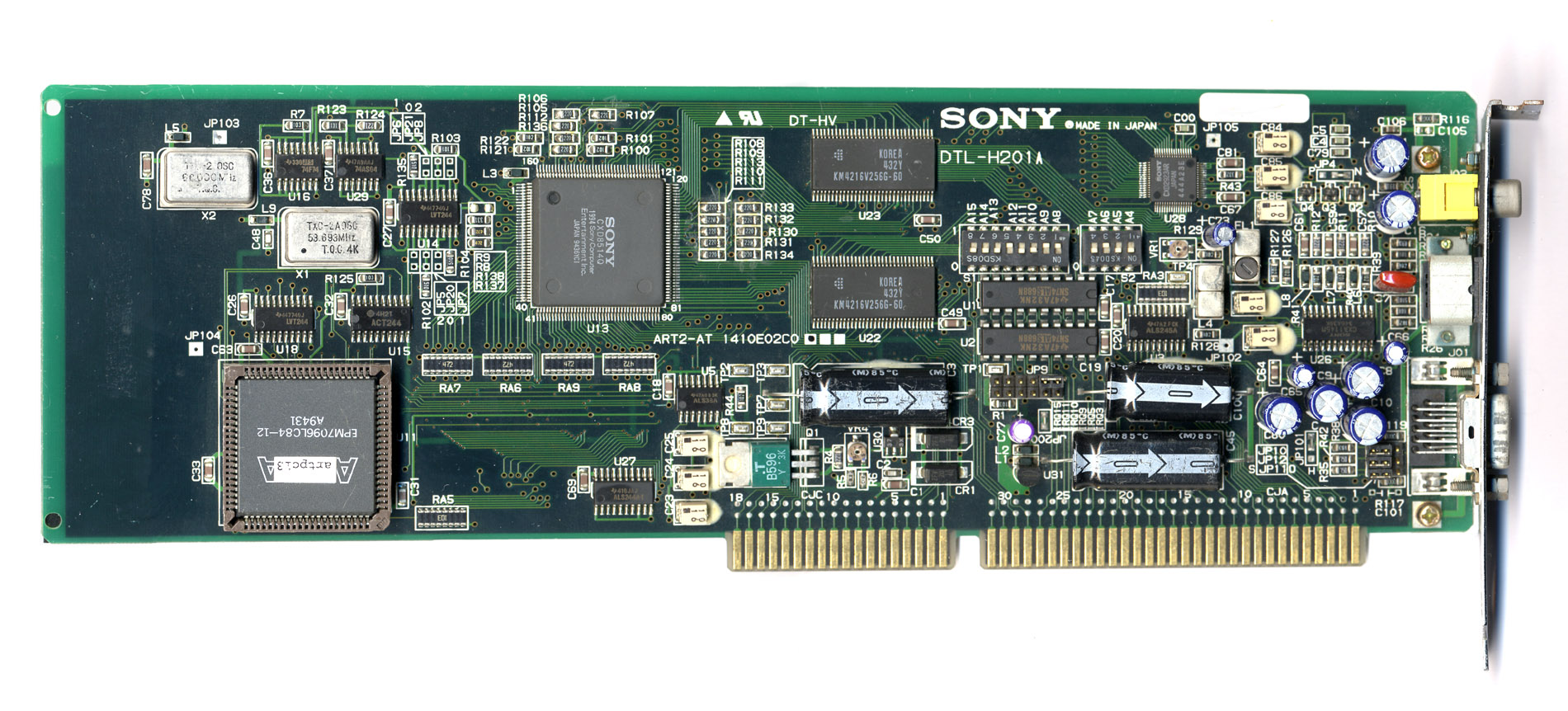
DTL-H201A ART2-ATボード
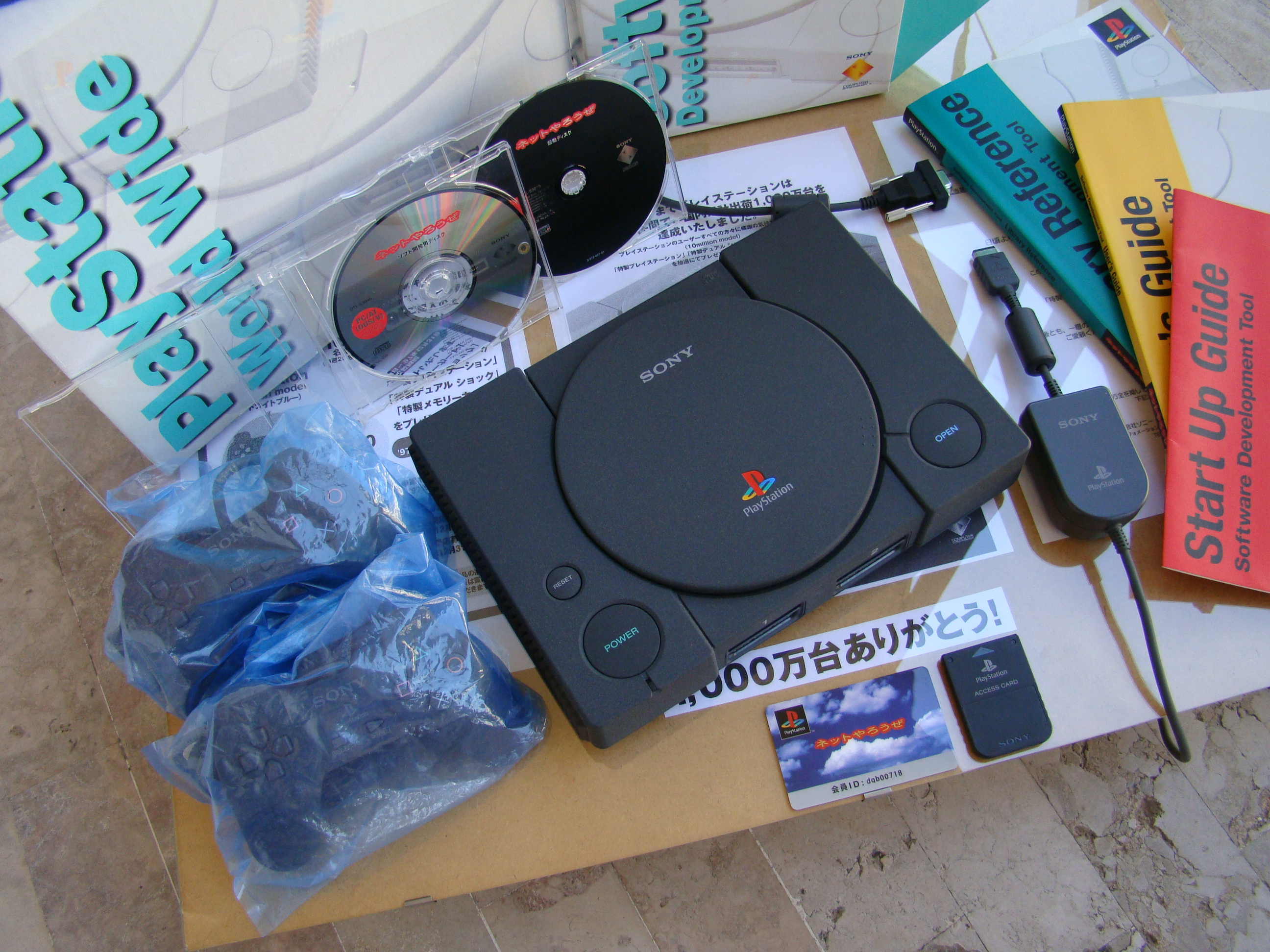
ネットやろうぜ!の機材一式

DTL-H1000など
開発用のSCPH-1000などに相当する。
DTL-H1200など
開発用のSCPH-3000などに相当する。
DTL-H2000
ISAバスタイプの開発用ボード。DTL-H2000 CPU2ボードにはCPU(GTE)とGPU,SPUが、またPIOボードにはCD-ROM用制御LSIが実装されている。
DTL-H200 GRAPHICS ARTIST BOARD
ISAバスタイプの開発用ボード。GPUと画像出力回路のみ実装されている。
DTL-H201A GRAPHICS ARTIST BOARD
ISAバスタイプの開発用ボード。GPUと画像出力回路のみ実装されている。
DTL-H3000
「ネットやろうぜ!」用。「ネットやろうぜ!」とは、ソニー・コンピュータエンタテインメントが一般人に向けてインターネット上で情報交換をしながらオリジナルのソフトウェア開発環境を提供するシステムで、12万円でスターターキットが通信販売された。インターネットでやりとりをすることで会員同士の情報交換を促し、地理的制約や時間的制約などの枠を取り払い、個人的な技術力を集結させた共同制作でソフトの開発が可能。ゲーム系専門学校に対してはゲーム制作の教材として使われることもあった。
本シリーズはソニー・コンピュータエンタテインメントとPlayStation専用ソフトウェア開発におけるライセンス契約した法人、ゲーム関連業務を行う出版社のみが同社から直接提供されるものであり、門外不出。本体裏に通し番号があり、売り払ったりすると誰が売ったか分かる仕組みになっている。開発用であるため、CD-Rにコピーしたソフトを動かす事が可能。本体の色が一般の灰色と違い、青色だったため「青ステ」と呼ばれることもある。また、販売価格も非常に高額となっており、万が一破損した場合についてのサポートも販売した会社、関連会社以外からの依頼以外は一切受け付けていない。

### 各モデル比較
- 各モデルの背面

| SCPH-                | 1000                   | 3000             | 5000                     | 5500       | 7000       | 7500       | 9000       | 100 (PS one)              |
| -------------------- | ---------------------- | ---------------- | ------------------------ | ---------- | ---------- | ---------- | ---------- | ------------------------- |
| 発売日               | 1994年12月             | 1995年7月        | 1996年6月                | 1996年11月 | 1997年11月 | 1998年12月 | 1999年5月  | 2000年7月                 |
| AV出力               | RCA端子 S端子 AVマルチ | RCA端子 AVマルチ | RCA端子 AVマルチ         | AVマルチ   | AVマルチ   | AVマルチ   | AVマルチ   | AVマルチ                  |
| パラレル入出力端子   | ○                      | ○                | ○                        | ○          | ○          | ○          | ×          | ×                         |
| 画像演算コプロセッサ | GTE                    | GTE              | GTE                      | GTE        | GTE-2      | GTE-2      | GTE-2      | GTE-2                     |
| GPU                  | CXD8514                | CXD8514          | CXD8514 もしくは CXD8561 | CXD8561    | CXD8561    | CXD8561    | CXD8561    | CXD8561 もしくは CXD9500Q |
| サウンドスコープ     | ×                      | ×                | ×                        | ×          | ○          | ○          | ○          | ○                         |
| 付属コントローラー   | 初期型                 | 初期型           | 初期型                   | 初期型     | DUALSHOCK  | DUALSHOCK  | DUALSHOCK  | DUALSHOCK                 |
| 電源                 | ACケーブル             | ACケーブル       | ACケーブル               | ACケーブル | ACケーブル | ACケーブル | ACケーブル | ACアダプター              |
| 消費電力             | 10.5 W                 | 10.5 W           | 9.8 W                    | 9 W        | 9.5 W      | 9 W        | 9 W        | 6.5 W                     |
| 質量                 | 1.5 kg                 | N/A              | N/A                      | 1.4 kg     | 1.4 kg     | 1.2 kg     | 1.2 kg     | 560 g                     |

### 互換機

#### アーケード
PlayStationのアーキテクチャは家庭用のみならず、アーケードゲーム機としても活用された。PlayStation互換及びPlayStation上位互換の業務用システム基板は大手ゲームメーカー各社で採用され、業務用ゲームの家庭用への移植に貢献した。
- 株式会社ナムコ
  - SYSTEM11（『鉄拳』、『ソウルエッジ』など）
  - SYSTEM12（『鉄拳3』、『エアガイツ』、『ミスタードリラー』など）※上位互換基板
  - SYSTEM10（『太鼓の達人』、『ことばのパズル もじぴったん』など）※上位互換の廉価基板
- コナミ株式会社
  - SYSTEM573（『ダンスダンスレボリューション』、『ギターフリークス』、『ドラムマニア』など）
  - TWINKLE（『beatmania IIDX』）
- 株式会社タイトー
  - FX-1システム（『サイキックフォース』、『Gダライアス』、『レイストーム』など）
  - G-NET（『レイクライシス』、『サイヴァリア』など）※上位互換基板
- ソニー・コンピュータエンタテインメント（カプコン/テクモへ供給）
  - PSX ZN-1（『ストリートファイターEX』など）
  - PSX ZN-2 ※上位互換基板

#### 家庭用
- PS2（SCPH-10000）とPS2（SCPH-70000）とPS2（SCPH-90000）とDUALSHOCK 2のコントローラ
- PSX（DESR-5000）とリモコンとDUALSHOCK 2のコントローラ
- BRAVIA KDL22PX300とリモコンとDUALSHOCK 2のコントローラ
- PS3（CECHL00）とPS3（CECH-2000）とPS3（CECH-4000）とDUALSHOCK 3・SIXAXISのコントローラ

PlayStation 2
ソニー・コンピュータエンタテインメントが2000年に発売した家庭用ゲーム機PlayStation 2はPlayStationと互換性を持つ。PS2用メモリーカードスロットでPS用のメモリーカード及びPocketStationが必要となるが、一部のPS用ソフトを使用できる。
PSX
ソニーから、アナログ放送録画機能とDVDプレーヤーと家庭用ゲーム機（PlayStation・PlayStation 2互換機）のハイブリッドレコーダー「PSX」（160GBモデルではDESR-5X00・250GBモデルではDESR-7X00）が、2003年12月に日本で発売された。PocketStationは非対応のため、PocketStationを利用するPS用ソフトはプレイ不可能になった。
PlayStation 3
ソニー・コンピュータエンタテインメントが2006年に発売した家庭用ゲーム機PlayStation 3はPlayStationと互換性を持つ。PS3用メモリーカードアダプターでPS用のメモリーカードが必要となるが、一部のPS用ソフトを使用できる。PocketStationは同様に使用不可能。なお、PS1/PS2ソフトをPS3上で遊ぶ場合はリージョンロックが適用される。
BRAVIA KDL22PX300
欧州のみで発売された液晶テレビブラビアのPlayStation 2内蔵モデル。PALリージョン。

#### PlayStation Portable/PlayStation Vita
PS1のエミュレーターがそのまま搭載されたため、PlayStation Store上のPS1作品を購入・ダウンロード・プレイが可能であった。非公式手段を使用した場合はほぼすべてのPS1作品が動作する環境を構築できた。Vitaの一部作品ではPocketStationのエミュレーションに対応。

### 復刻版

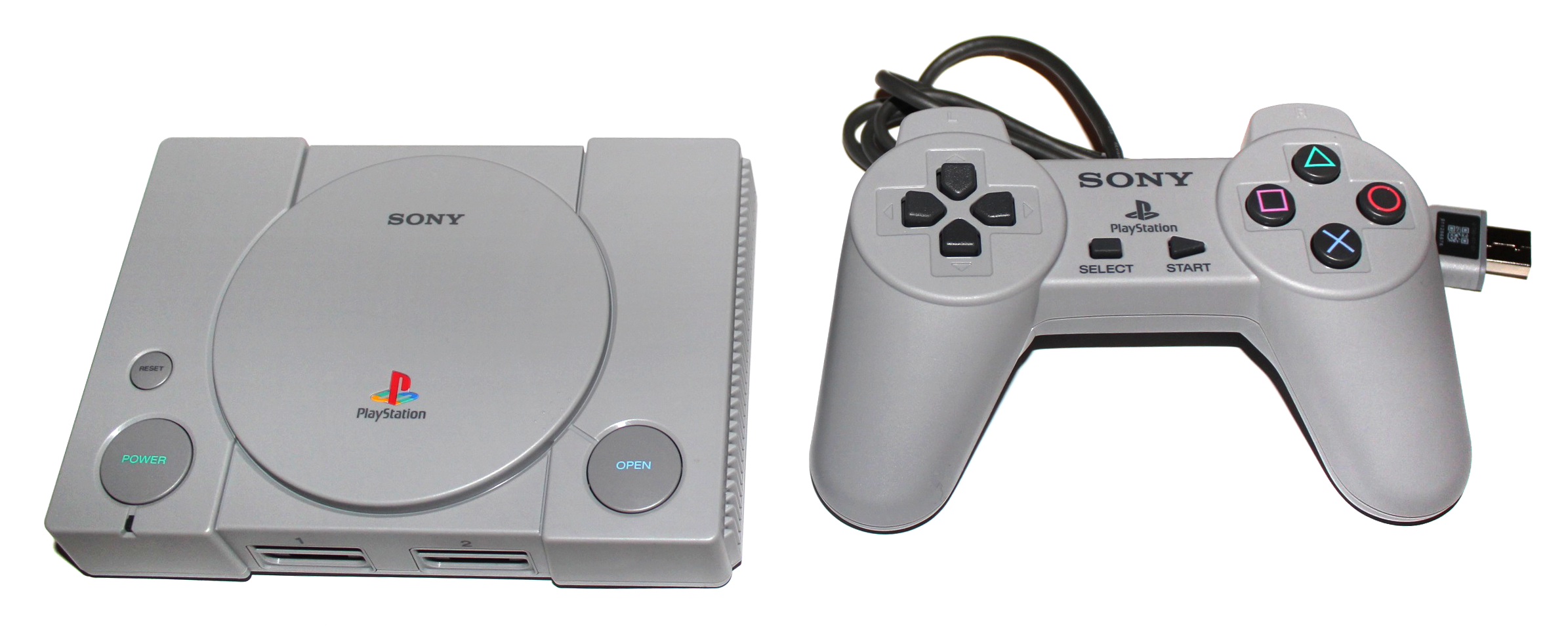
PlayStation Classic（SCPH-1000RJ）とプレイステーションコントローラ

2018年12月3日発売。PlayStationの小型復刻版。型番はSCPH-1000RJ。価格は9,980円(税抜)。内蔵しているソフト20作品のみプレイが可能。

## 周辺機器

### SCE純正品

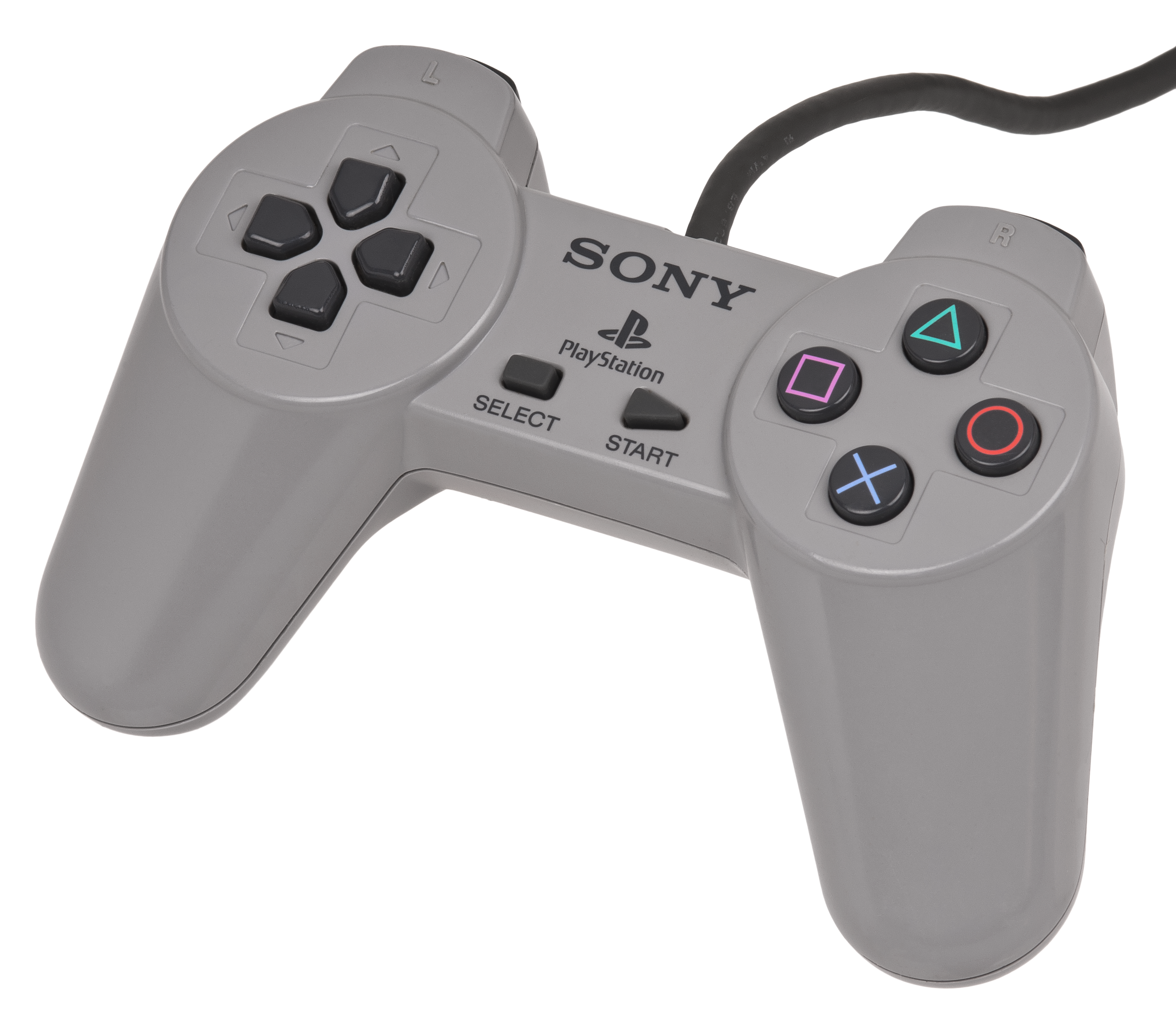
コントローラー（画像はSCPH-1080）
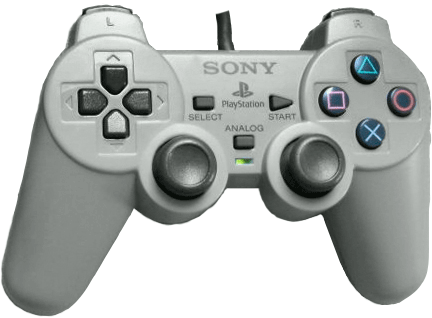
アナログコントローラ
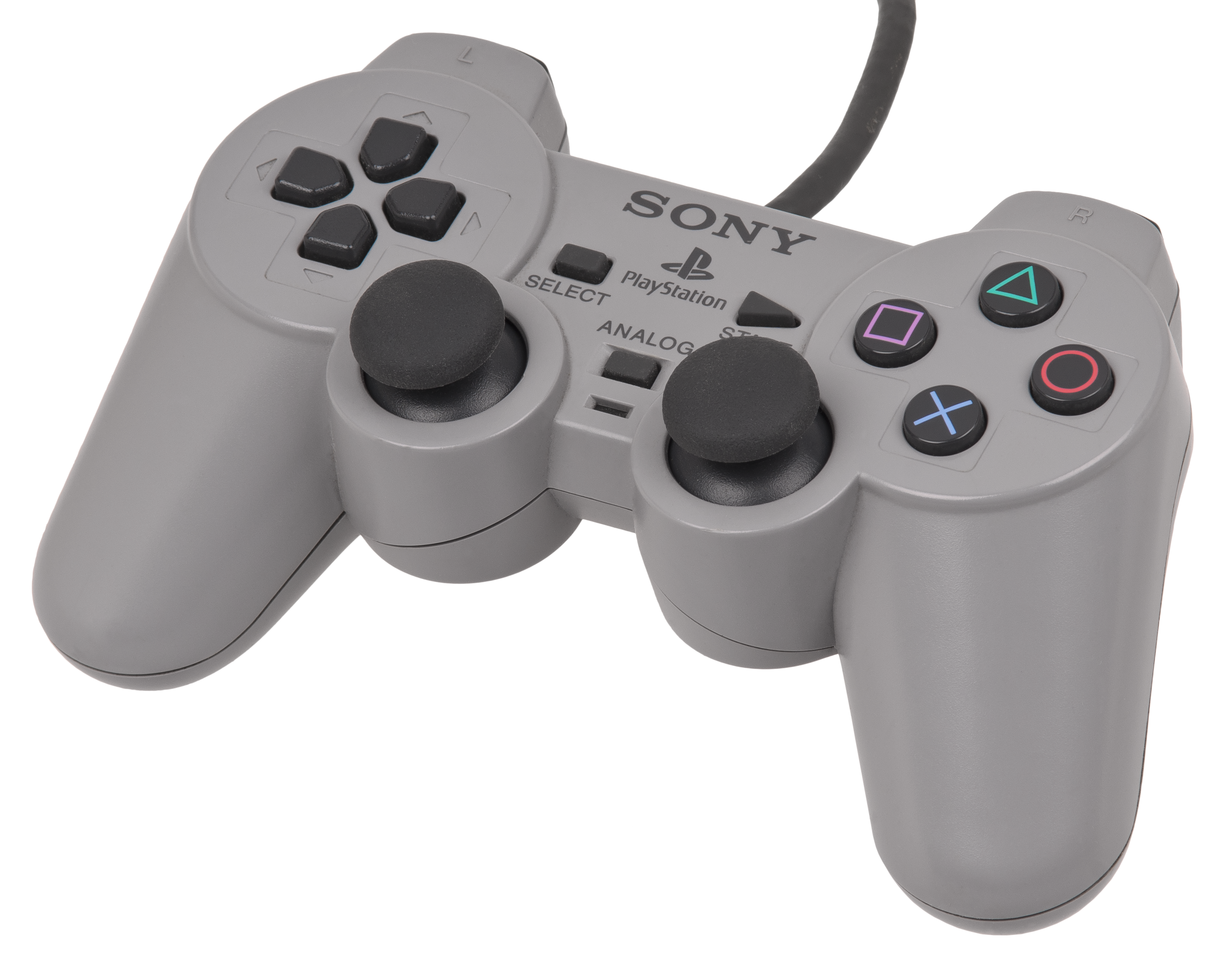
DUALSHOCK
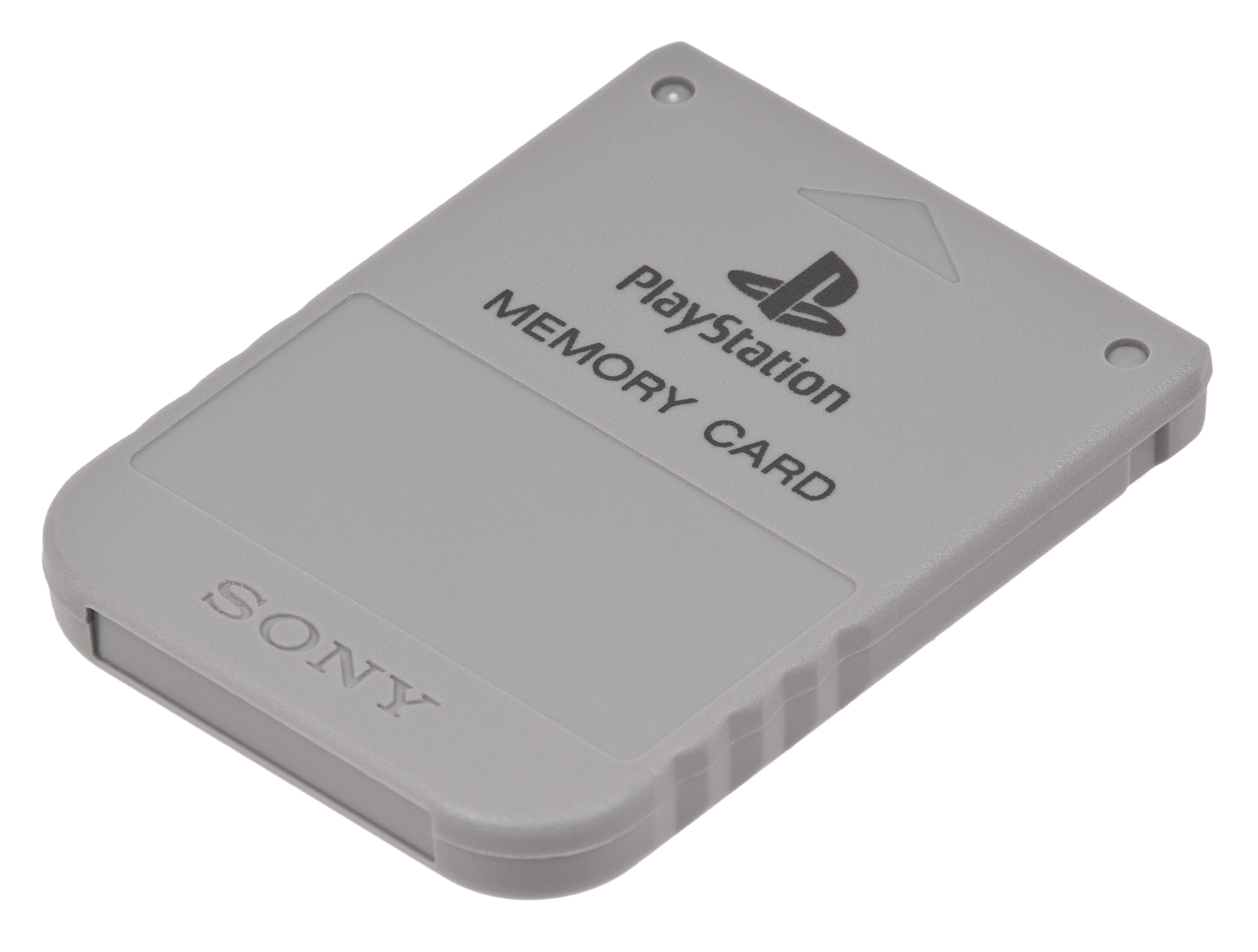
メモリーカード
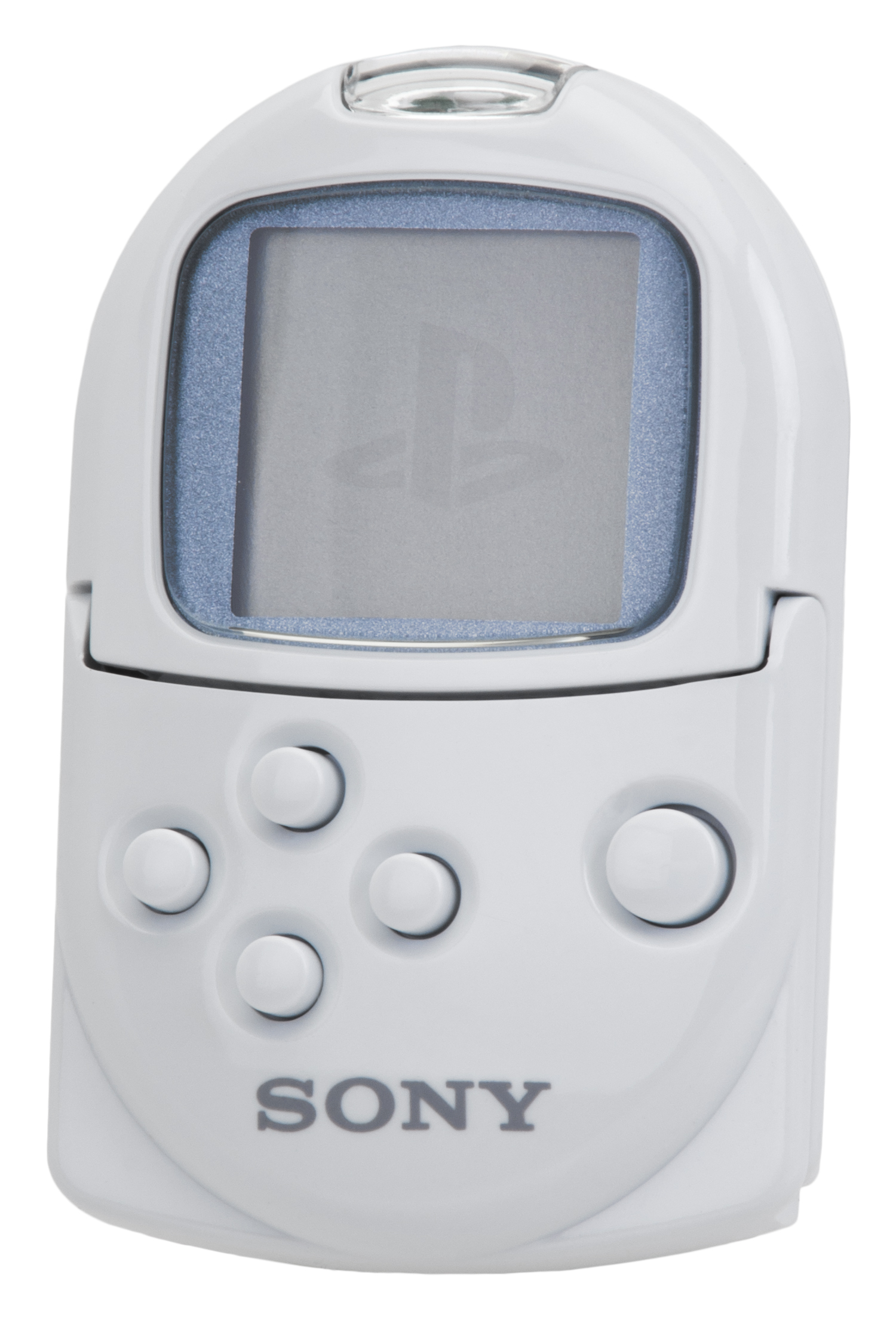
PocketStation
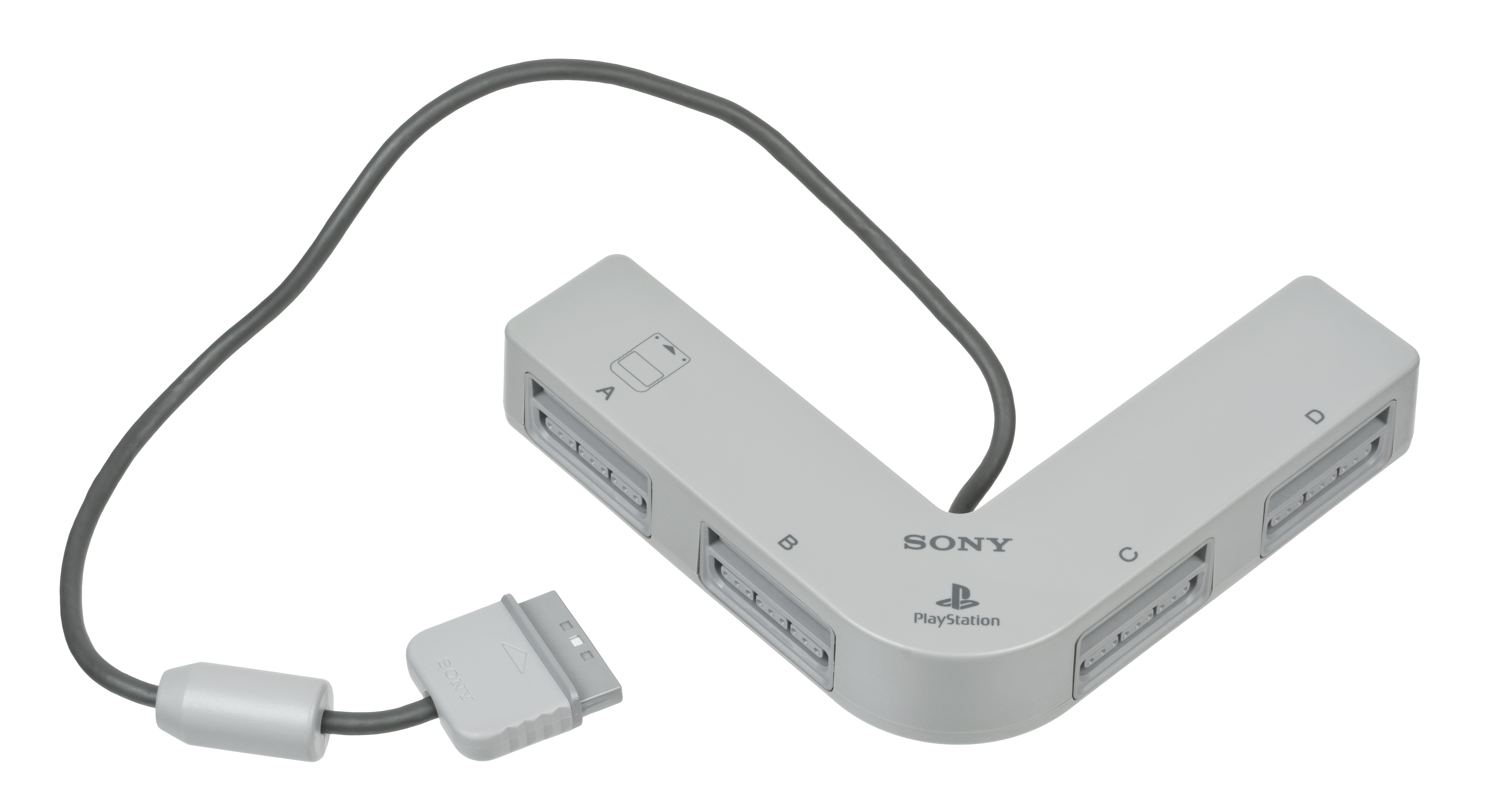
マルチタップ
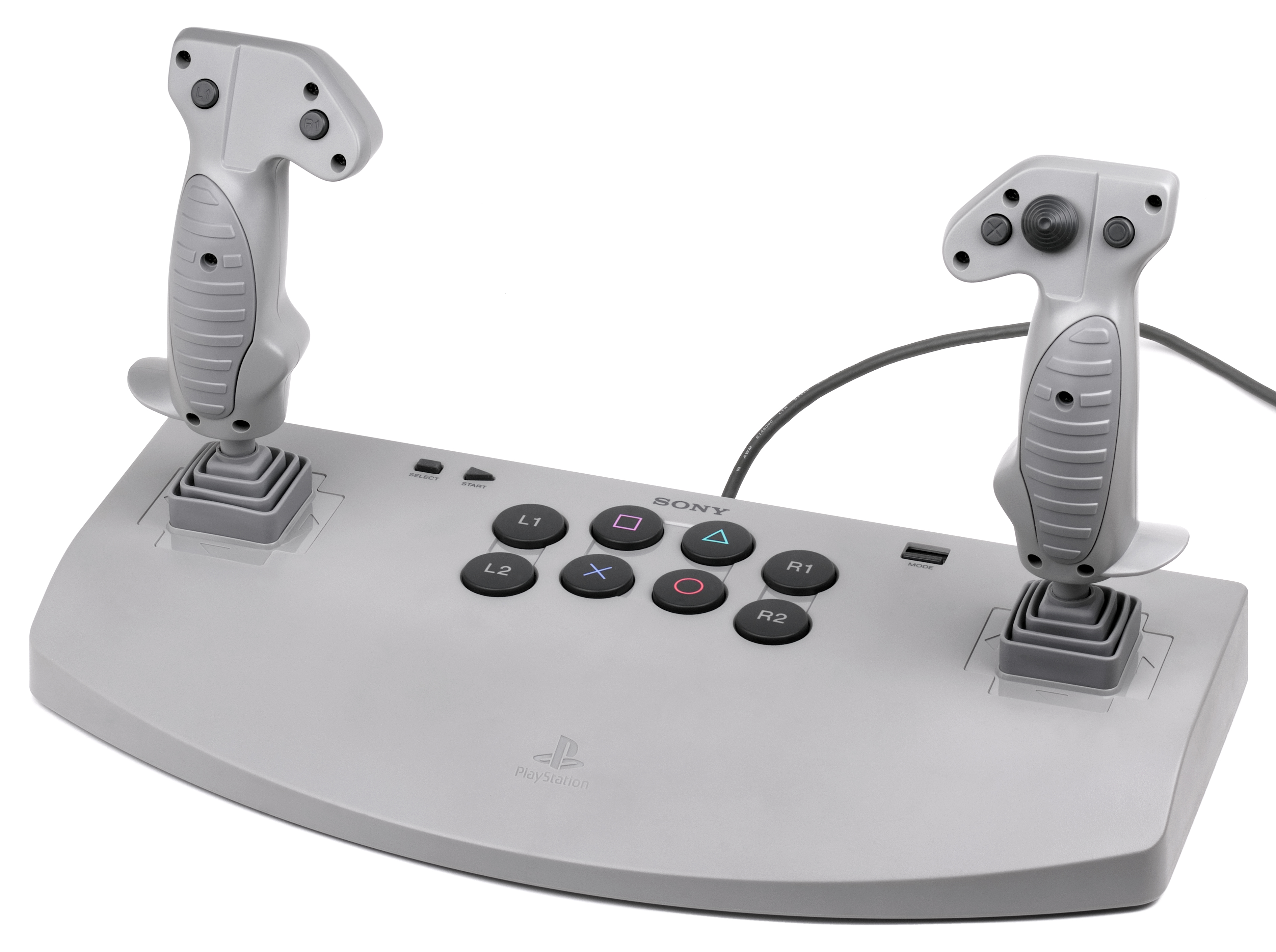
アナログジョイスティック

PlayStation 2で使用することも可能で、一部の非対応品を除きほとんどが対応している。
| 型番      | 名称                           | 発売日         | 備考 |
| --------- | ------------------------------ | -------------- | --- |
| SCPH-1010 | コントローラ                   | 1994年12月3日  | SCPH-1000/3000シリーズの本体に付属。デジタル入力のみのコントローラー。海外版と異なりケーブルが短く、日本人に合わせて外形寸法が小さい。総演算速度は1秒間に5億回の命令実行が可能。次世代機「PlayStation 2」でも接続することが可能。 |
| SCPH-1020 | メモリーカード                 | 1994年12月3日  | ゲームのセーブデータを保存しておくための補助記憶装置。記憶媒体として1 Mbit（128 KB）のフラッシュメモリを採用している。保存領域は15ブロックだが、PS2のメモリーカード管理画面では消費容量が1ブロック辺り8 KBで表示されている。それによると8 KB（1ブロック）が未使用になるが、これはメモリーカード自身のデータ管理用の領域で1ブロック消費されているためであり、それも含めて16ブロック、128 KBの記録領域がある。次世代機「PlayStation 2」でも認識することが可能。 |
| SCPH-1030 | マウスセット                   | 1994年12月3日  | PlayStation規格ソフト専用のボール式2ボタンマウス。マウスパッドもセットに含まれる。PlayStation 2規格ソフトにはほぼ使用できない。びっくりマウスなどではUSBボールマウスを使用。 |
| SCPH-1040 | 対戦ケーブル                   | 1995年9月22日  | PlayStationを2台接続して対戦ができる。2台のTVを使用することが前提となる。PS oneやPlayStation 2には使用できない。 |
| SCPH-1050 | RGBケーブル                    | 1995年3月17日  | 音声・映像を出力するためのケーブル。15KhzモードをサポートしておりRGB21ピンコネクタ搭載テレビで(ディスプレイ)利用できる。PlayStation 2でも使用可能。 |
| SCPH-1060 | RFUアダプタキット              | 1995年3月17日  | 音声・映像を出力するためのケーブル。RF出力でアンテナ線に接続できる。SCPH-5500以降の本体には使用できない。 |
| SCPH-1070 | マルチタップ                   | 1995年11月22日 | PlayStation規格ソフトを3人以上でプレイする際に使用する。PlayStation 2規格ソフトには使用できない。形状はL字型。コントローラーを4台まで接続できる。なお、PS2用のものは使用不可。 |
| SCPH-1080 | コントローラ                   | 1996年4月2日   | SCPH-5000シリーズの本体に付属。SCPH-1010の改良版。コードやグリップ部分が長くなり、接続部近くにノイズフィルターがついた。機能的には変わらないと公開している。 |
| SCPH-1090 | マウスセット（ロングケーブル） | 1998年5月7日   | SCPH-1030の改良版。ケーブルが長くなっている。 |
| SCPH-1100 | S端子ケーブル                  | 1995年11月22日 | 音声・映像を出力するためのケーブル。S端子付きのテレビで利用できる。SCPH-3000以降のモデルでS端子に出力する場合に必要。 |
| SCPH-1110 | アナログジョイスティック       | 1996年4月26日  | フライトシューティングゲーム向けにアナログスティックが2本ある大型のジョイスティック。 |
| SCPH-1120 | RFUアダプターキット            | 1996年11月22日 | RF出力をするためのキット。 |
| SCPH-1130 | 電源ケーブル                   | 1996年11月22日 | PlayStationに電源を供給するケーブル。本体に付属。 |
| SCPH-1140 | AVケーブル                     | 1997年3月14日  | PlayStationをテレビに接続する、映像/音声一体型のケーブル。SCPH-5500以降のモデルには標準で付属する。 |
| SCPH-1150 | アナログコントローラ           | 1997年4月25日  | アナログスティック2本と、振動機能を搭載している。のちに発売された「DUALSHOCK」と形状は似ているが、グリップのサイズがやや大きく、アナログスティックの中央部が凹んでいる違いがある。振動用のモーターが左グリップの1つしか内蔵されておらず強弱の区別がない。SCPH-1110の互換モードを持っている。次世代機「PlayStation 2」でも接続することが可能。 |
| SCPH-1160 | AVアダプター                   | 1997年4月25日  | PlayStationを通常のAVケーブルでテレビに接続することができるキット。SCPH-5500以降の本体にガンコンを接続する際にも使用する。 |
| SCPH-1180 | Analog Controller              |                | 日本未発売。アナログコントローラに似ているが、振動機能未搭載。次世代機「PlayStation 2」でも接続することが可能。 |
| SCPH-1200 | アナログコントローラ DUALSHOCK | 1997年11月20日 | SCPH-7000/7500/9000の本体に付属のコントローラー。左右グリップに強さの異なるモーターが内蔵され振動の強弱をコントロールできるようになった。SCPH-1150にあったSCPH-1110互換モードは省かれた。次世代機「PlayStation 2」でも接続することが可能。 |
| SCPH-1210 | メモリーカードケース           | 1998年3月19日  | メモリーカードを収納するケース。当初はメモリーカードとセットであったが、後に別売りになり、その時に型番がついた。 |
| SCPH-4000 | ポケットステーション           | 1999年1月23日  | モノクロ液晶画面付きのメモリーカード。ちょっとしたゲームを遊ぶことも可能。 |
| SCPH-4010 | Vpick                          |                | ギターのピックを模した入力機器。クエスト・フォー・フェイム、STOLEN SONGに対応。 |
| SCPH-4020 | ロングストラップ               | 1999年1月23日  | ポケットステーション用のロングストラップ。 |
| SCPH-4030 | ハンドストラップ               | 1999年3月25日  | ポケットステーション用のハンドストラップ。 |
| SCPH-110  | アナログコントローラ DUALSHOCK | 2000年7月7日   | PS one付属のコントローラー。 基本のボディカラーは本体に合わせた白。コネクタ部分は丸みを帯びている。次世代機「PlayStation 2」でも接続することが可能。 |

### ソニー
- VMC-AVM250[88] - AVマルチケーブル。多くのデータを送る事で、画像のにじみを鮮明にする[89]。
- KV-21SP1[90] - 1997年7月5日発売、上記のAVケーブル一本で接続できる21型トリニトロンカラーテレビ。他の機種でも接続出来るテレビはラインナップされているが、本品は特にゲームプレイに特化している。スタイルもPlayStationのイメージに合わせている。新設計のスピーカーが搭載されているが、価格は5万3000円 (税別)[89]。

## ソフトウェア
立ち上げ期においては、セガとはアーケードゲーム市場でライバル関係にあり、任天堂とは関係が悪化してゲーム機の自社開発を模索していたナムコがSCEと提携してプレイステーション陣営につき、ローンチタイトルとして『リッジレーサー』を発売し普及を牽引するキラーソフトとなった。前評判あるいは口コミによって「リッジレーサー」の人気が広まり、従来のコンシューマ機とは比べ物にならないほどの完成度が新ハードにユーザーを惹きつける功績となった。その後も初期にはナムコの『鉄拳』やタカラの『闘神伝』といった格闘ゲームソフトでハードの売り上げを伸ばした。1995年末は、ソフトを充実させる事がメインテーマとされており、ソフトメーカーが参入しやすい環境作りなど流通の安定といった側面は既に固めていた。またSCEプロモーション企画部所属の細谷恵は「95年はプレイステーションをゲーム機として定着させるためにも、看板ソフトとなるRPGの登場は不可欠になると思います。」と述べ、同年6月30日にはSCEから『アークザラッド』が発売された。本作は100万本を超える出荷を記録し、同社における初期のヒット作となった。
1996年2月9日にはこれまで任天堂マシンで発売されていた日本を代表するRPGシリーズであるスクウェアのファイナルファンタジーシリーズの参入が発表されて、同年8月2日に発売された『トバルNo.1』に『ファイナルファンタジーVII』の体験版が付属された。また3月22日に発売されたカプコンの『バイオハザード』や同月29日に発売された『鉄拳2』はリピートによるロングセラーになる。6月28日にはSNKから『ザ・キング・オブ・ファイターズ95』が発売。8月9日にはカプコンから『ストリートファイターZERO2』が発売され、これらヒット作に恵まれたことで1996年の年末商戦でプレイステーションは独り勝ちした。
1997年1月には『ファイナルファンタジーVII』が発売されて大ヒットし、ハードの売り上げに影響を与えるキラーソフトとなった。エニックスのドラゴンクエストシリーズがプレイステーションに参入することが発表され、プレイステーションの優勢が決定づけられた。この頃にはスクウェアのゲームをはじめミリオンセラーが続発し、SCEのソフトではロングヒットにより、『グランツーリスモ』や『みんなのGOLF』などダブルミリオンを達成するソフトも出てきた。8月7日にはナムコからガンコンを使ったタイムクライシスが発表された。
チュンソフトからは1998年12月3日に『サウンドノベルエボリューション2 かまいたちの夜 特別編』、1999年3月25日に『サウンドノベルエボリューション1 弟切草 蘇生篇』が発売される。どちらもスーパーファミコン版からのリメイク移植だが、伊集院光は「マシンのスペックが上がって、音質が良くなって、画面が良くなって、CGがリアルになったのに、本質的なところはまったく変わっていない所がすごいと思うんですよ」と述べている。
このようにゲーム内容に関しては、3D化により、従来のゲームよりリアルな表現が可能になり、子供のおもちゃというイメージを持ち合わせたうえで、ゲームから離れていた青年・中年層の支持を得ることにも成功しつつ、リメイク作品によって、前世代機からのユーザーの移行が進んだ。こうして新作タイトルはPlayStation 2発売以降も登場し、日本では2004年まで発売された。公式サイトのソフトウェア製品情報に登録された日本国内のタイトルは廉価版、初回限定版などによる重複を除き3,289タイトルに及び、同世代機であるセガサターンの1,058タイトル、NINTENDO64の208タイトルと比べ、圧倒的だった。ただし、セガサターンと同様にリージョンロックは搭載されていたため、海外のソフトを日本向けの本体でプレイすることはできなかった。

## 影響
本機を普及させるにあたって、久夛良木や丸山が行った流通改革や広告、本体の値下げ、ゲームソフトの低価格化は、それまでの任天堂および初心会などの他社が行ってきたものとは多くの部分で異なっており、結果的には前世代機でトップシェアとなった『スーパーファミコン』の全世界出荷台数4910万台を大幅に上回る1億240万台の出荷を記録した。

### 流通
流通面においては、参入時に任天堂と卸会社の蜜月関係による初心会流通を研究し、音楽CDの流通販売で多大なノウハウを有していたEPIC・ソニーレコード仕込みの流通改革を実施した。これにより、既存のゲーム流通、特に任天堂の初心会流通は壊滅的なダメージを受け、多くの問屋が廃業に追い込まれ、初心会自体も1997年に解散している。
サードパーティーはメーカーが制作したソフトを受注、生産、物流までソニーが引き受ける流通システムの大筋で、現行のゲームソフト流通と異なりソフトが店頭に並ぶまで問屋を通さないスタイルを取っている。そのためソフトの売れ行きは中間問屋や量販店からの発注数で決まるのではなく、ソフトの内容としてのクオリティーが直接ユーザーから問われる流通構造とされている。品切れとなったソフトでも遅くて中4日で補充される公約がありユーザーの評判は高かった。しかし「モータートゥーン・グランプリ」などの予想をはるかに超えて売れたソフトはパッケージなどの印刷物が間に合わなかったことから一部で公約通りにはならなかった例外的な事実はある。
安定的なソフト供給
SCEは自らが直接小売店と取引をする問屋機能を担い、従来の投機的な見込み発注ではなく、適切な初回生産と小まめで迅速なリピート生産による安定的なソフトの供給路線を進めた。CD-ROMの生産は設立母体であるソニー・ミュージックエンタテインメントのCD工場（現・ソニーDADCジャパン）で行い、追加生産が必要な場合でも最長で6日で小売店にソフトが届く体制を築いた。これらの流通改革は、リピート生産が容易で生産が低コストであり、CD-ROMのメリットを活かしたものであった。セガサターンは従来通りの任天堂に準じた流通を行っていたため、ゲームメーカー側は流通の速度感から徐々にプレイステーションの方が利益を出しやすいと考え出した。
メーカー側の流通参入
一方でSCEの主張する初回生産枚数とサードパーティーの主張との隔たりも発生し、そのことが原因でプレイステーションで発売予定のソフトが他社ハードへ移籍するエネミー・ゼロ事件が起きた。このように自主的な生産本数の決定を望むサードパーティーが現れて、1997年夏にSCEの完全買い上げは終了し、コナミなど有力メーカーは独自の流通を開始した。
定価販売の断念
SCEは、同じソフトでもゲームショップによって価格が2割も3割も異なるという従来のゲーム流通も問題視し、再販売価格維持制度で定価販売が認められている音楽ソフトのように、どこの店でも同じ価格で購入できるように事実上の定価販売を目指した。
しかし、 公正取引委員会から1998年1月20日に「プレイステーション用ソフトウェアの販売について、小売業者に対し希望小売価格で販売するように、圧力を加えた」として私的独占の禁止及び公正取引の確保に関する法律（独占禁止法）に基づく排除勧告を受けた。SCEは一貫して容疑を否認していたが、2001年8月1日、SCEが圧力を加えていた事実を認定する審決が下され、2001年11月20日に排除勧告を受諾した。
公取委の摘発により定価販売は不可能となり、目指していたリピートビジネスも発売タイトルが膨大になったことできめ細かな対応が不可能となって徐々に初動型のビジネスとなって崩れ去った。
また発注の失敗による不良在庫で値引きやワゴンセールは相変わらず発生していた。
以上より、流通改革については必ずしも上手くいかなかった面もあるが、改革を通じてゲームソフトの媒体がCD-ROMになったことで、広告の展開方法やゲームソフトの価格に変化が生じた点は消費者にはメリットとなった。

### 広告
アーティストとの関わり
丸山はミュージシャンとSMEの繋がりを利用して音楽番組の出演者にプレイステーションを無料で配布した。多くのミュージシャンがプレイステーションに熱中し、その事を音楽番組内で話してもらうことで宣伝へと繋げた。また、これは結果としてゲームをプレイする層の拡大にも繋がった。
ソニーはミュージシャンを活用しながら興味を持つ層を広げた。「クライム・クラッカーズ」のエンディングテーマを穴井夕子が歌い、その曲をミュージックCDとして発売する。ゲーム中の音楽をサウンドトラックとして販売するケースは多かったが歌謡曲として発売するのはまれだった。
テレビCM
テレビCMでは、冒頭や最後にプレイステーションのCMであることを示すサウンドロゴを採用している他、ユニークなことで定評があった「いくぜ100万台」「いくぜ（1996年）年内200タイトル」「よい子とよいおとなの」などのキャッチフレーズを活用、CM内ではマスコットとして「プレステマン」、「クラッシュ・バンディクー」、「パラッパラッパー」、「ピポサル」といったキャラクターも使用していた。またいわゆるタレントを積極的には起用せず、小学生やサラリーマンなど市井の人々をプロモーションに積極的に取り入れた。初期のCMでは「1、2、3」を連呼するだけの一見意図が読み取れない内容のものもあった。
体験版の配布
これまでにもPCエンジンやメガCDなどCD-ROMを採用したゲーム機があったが、それらのマシン以上にCD-ROMの低コストの利点を活用して、体験版の無料配布やレンタルショップでの無料レンタル、本体への添付、雑誌への付録などで新作ソフトに触れる機会を増やした。
特に1997年のクリスマス商戦期には、多数のゲームソフトの体験版を収録した2種類の体験版を一部の店舗にて100万枚無料配布するなど派手な広告展開を行った。
ゲーム専用機をアピール
同時期に発売された他社のゲーム機と販売競争が繰り広げられた。特にセガサターンとの販売台数争い・値下げ競争はマスメディアによって「次世代ゲーム機戦争」などと呼ばれ、このことはプレイステーションの宣伝にも繋がった。
この次世代ゲーム機戦争ではCD-ROMがメディアとして採用されており、松下電器産業と三洋電機、金星電子が3DOで、日立がHiサターン、ビクターがVサターンというセガサターン互換マシンで参入して、通信カラオケやビデオCDなど、マルチメディアマシンを標榜していたが、プレイステーションはあくまでゲーム専用のゲームマシンであることをアピールした。

### 価格
本体価格の段階的値下げ
発売後の値下げの素地として、久夛良木はプレイステーションのベースをソニーのシステムGにすることや、システムGの開発メンバーがGTEを開発するなど可能な限り主要な半導体は自社で開発することが念頭にあり、半導体プロセス技術の進歩などにより、再集積化やシュリンク化などのカスタムは自社開発のため製品発売後も容易に行えた。
こうして数度にわたるコストダウンを実現し、プレイステーションは発売時の希望小売価格は39,800円だったが、1995年5月27日、ライバルのセガサターンの値下げに対抗する形で10000円もの大幅値下げを発表。同時に新バージョンのSCPH-3000の発売日を1995年7月21日と発表し1995年5月4週時点で国内販売台数が100万台を突破した。その後29,800円から24,800円、19,800円、18,000円と段階的に値下げをしていき、最終的に15,000円まで価格が下がった。1000万台を超えた段階でハードのみで黒字化を達成し、1台あたり数十ドルの利益を得られるようになり、ライバル機種のセガサターンに対して優位な戦いが出来た。
ゲームソフトの低価格化
従来のゲーム機のソフト媒体であるマスクROMはリピート生産に時間がかかるため、問屋は初回販売で品切れによって販売チャンスを逃さないために見込み発注を行っていた。この発注で見込み違いにより売れなかったソフトが過剰在庫となり、投げ売りされたり、いわゆる抱き合わせ商法で人気ソフトとともに販売される原因となっていた。一方で、「ドラゴンクエスト」などの人気シリーズはすぐになくなり、遊び終わった中古品が出回るという中古市場がないと成立しない業界になっていた。問屋側も売れないソフトを抱えるリスクをソフトの価格に転嫁していたことで高額化を起こしていた。
こうしてスーパーファミコン時代には1万円近くまで高騰していたゲームソフト価格に関しても、CD-ROM採用によるソフト生産のコストダウン、生産スピードの向上と短期大量出荷、ロイヤリティの削減などを行い、5800円からと低価格化させ、ソフト購入のハードルを大幅に下げるなどした。
ただし小売店と特約店契約を結び「定価販売の強制」を前提とした価格設定だったために大量の売れ残りが生まれる問題が起こり、一部行っていた返品制度も縮小に追い込まれた。結果的に流通企業、メーカー、小売店が赤字を出すほど経営を圧迫し、デジキューブ破綻後はソフト生産コストも定価も上昇に転じている。
廉価版の発売
SCEは中古ソフト販売は違法であると主張していたが、それが認められずにいたこともあり、利益が製作者に還元されない中古市場対策として、発売から一定期間が経過したソフトについて「PlayStation the Best」などの廉価版をリリースした。既に発売されたソフトを廉価版として提供する「The Best シリーズ」に対して、最初から定価が安く設定されたオリジナルソフトも登場している。また、過去に出ているソフトにアレンジを加えたものや、FCやSFCなどからの移植作に難易度設定やセーブ機能などの便利機能を追加したものもあり、カプコンの「ロックマンシリーズ」がその代表例である。ほか、新作ソフトで1,980円のパンドラMAXシリーズや1,500円のSIMPLE1500、950円のスーパープライスシリーズが誕生した。中でもSIMPLE1500シリーズは104タイトルを数える人気シリーズとなり、その中からは150万本のロングセラーとなった『THE 麻雀』も生まれた。

### 他社の取り込み・人の囲い込み
発売時には「全てのゲームは、ここに集まる」のキャッチフレーズを使っていたが、開発時は任天堂の黄金時代であり、3Dという未知のソフト開発に取り組まなければならないことから、サードパーティーや人材の育成・発掘は必要不可欠だった。
ソフト会社との関係
ソニーがMSXで一度はゲームビジネスから他社よりも早く撤退し、他社に対して救済をしなかった過去から、ソフト会社は参入に難色を示していたが、丸山は「ゲーム開発をしていたSMEが依頼に来たことでゲームメーカーは話を聞いてくれた」と語っている。ただ、久夛良木とともに全国のソフト会社を訪ねた際の反響は芳しくなかった。
しかし、1993年末、セガがアーケードゲーム『バーチャファイター』を発表し、3Dゲームの可能性を体現した直後から難色を示していたソフト会社が興味を持つようになった。
格安の開発機材と独自ライブラリ
幅広くサードパーティーを招き入れようと、150万円という安価で開発機材を提供したことで、新興ゲームメーカーが多数参入した。また、サードパーティーのプログラマの負担を軽減するため、SCEでプログラムのライブラリを構築して開発者の支援を試みた。当初このプログラムのライブラリは自分たちでプログラムを組みたがっていた技術者からは不評だったが、後に非常に便利なものであると認識されるようになり、続々とサードパーティーが参入するようになり、1994年夏には契約したサードパーティは200社を越えた。
クリエイターの発掘
レコード会社の発想で、ゲームクリエーターをアーティスト的存在として扱い、ゲーム誌では積極的に開発者のインタビューを乗せるようになった。アマチュアからクリエイターを発掘しようと、一般向けの開発環境「ネットやろうぜ!」を販売し、これとは別に「ゲームやろうぜ!」というゲームクリエイター志望者を一般から募集していた。ユーザーの意見をメーカーやショップに直接伝える事で、ゲームを開発する上での主要な材料として扱うところも少なくなかった。
プレイステーション本体と携帯電話を専用通信ケーブルで接続して、メモリダイヤルや着信メロディの編集を行ったり譜面上でオリジナルの着メロを作成する機能を持った携帯エディターソフト、「ケータイ・エディ」 が2000年7月27日にインクリメントPから発売されている。また、オーケストラの指揮者となりバトン・コントローラーの振り方で演奏の評価が変わる体感音楽ゲーム『ザ・マエストロムジーク』が2000年7月27日にグローバル・A・エンターテイメントから発売された。
レコード会社が出資して設立されたSCEでは、プレイステーションでアーティストとレコード会社が一致協力して音楽を作る手法をゲームソフト制作も取り入れ、ライブラリ提供やゲームやろうぜなどでソフト会社やクリエーターを育てようとしたと言われる。
人材発掘
ソニー・ミュージックエンタテインメントは1993年から"デジタル・エンターテイメント・プログラム"を開催していた。これはデジタルアーティストのオーディションを意味するもので応募資格に制限がなく、入選した人には育成を支援するプログラムが与えられることになっていた。入選者はワークステーションやプレイステーションの開発機材が提供され、そこで様々な学習が可能であり、コンテストは才能のある人材を一般から発掘して、自分たちで育成していこうという試みを持っていた。
ユーザーの囲い込み
ゲームの体験版や最新デモ映像などを盛り込んだCD-ROMを年に数回発行する有償会員サービス「PlayStation CLUB」を1995年より運営していた。発行物以外にはゲームイベントの優先入場権、独自開催イベントへの参加権などの特典もあった。

### エミュレータに対するSCEの対応
世界中で大ヒットとなった本機種ではあるが､それに比例して1998年からシェアウェア､フリーウェア問わず多数のエミュレータが登場した｡その中のシェアウェアソフトの一部に対し､SCEは積極的に訴訟を繰り返し販売停止を求めた｡
Connectix
1999年1月5日 - コネクティクス、Macintosh向けエミュレータソフト「Virtual Game Station」をMacworld Expoで販売。会場内では「SCEが訴訟を起こすのではないか？」との噂。
同年1月27日 - SCE、コネクティクスを著作権・知的所有権侵害で提訴。
同年2月4日 - SCEが申請したVirtual Game Stationの一方的緊急差し止め命令は棄却。
同年4月21日 - SCEが申請したVirtual Game Stationの仮差し止め命令は受理。
2000年2月10日 - SCEの敗訴が確定。
同年6月30日 - SCEA、「Virtual Game Station」の特許侵害については訴訟を取り下げるも別件で再提訴。
2001年3月14日 - 合法ソフトとして販売され続けていたが、SCEとコネクティクス、技術提携により和解し、同ソフト販売終了。
bleem
1999年3月 - bleem社、bleem!の販売開始。
同年5月 - SCE、著作権侵害を理由にbleem!の仮差し止めを提訴。これを受けてbleem社はE3に出展していた同ソフトの自主規制。
同年8月23日 - 連邦地裁はSCEのbleem!販売差し止め請求を棄却。
2001年11月19日 - 合法ソフトとして販売され続けていたが、国内外にてSCEよりショップに対して繰り返しの販売停止要請が行われた結果、bleem社の事業閉鎖とエミュレータの販売停止へ。

## 関連商品
書籍
- 最新版 ヤングセレクション プレイステーション 大百科 実業之日本社（1997年8月1日）（ISBN 978-4408614441）
- 最新版 ヤングセレクション プレイステーション 大百科 実業之日本社（1998年12月1日）（ISBN 978-4408614809）
- 2000年最新版 プレイステーション 大百科 実業之日本社（ISBN 978-4408615172）
- 2001年最新版 プレイステーションソフト オールカタログ 実業之日本社（ISBN 978-4408615455）

プラモデル
2020年3月にBANDAI SPIRITSより、過去のヒット商品をプラモデル化する「BEST HIT CHRONICLES」の第1弾ならびに第2弾として、「2/5 PlayStation(SCPH-1000)」が「2/5 セガサターン(HST-3200)」と共に発売されている。

## 年表
- 1989年
  - 10月 - スーパーファミコンCD-ROMの任天堂との共同開発が始まる。ソニー側が発売するCD-ROM一体型マシンの商標は「プレイステーション」。
- 1991年
  - 6月1日 - 任天堂はソニーとの共同開発計画ではなく、フィリップスとの提携と、CD-iでのゲーム開発を発表。その後のソニーの交渉にも任天堂は応じず、両社の共同開発は中断する。
- 1992年
  - 6月24日 - ソニーの経営会議で、ゲーム事業への進出の是非が議論になる。大半の役員が反対意見を投じる中、最終的に大賀がゴーサインを出し、ゲーム事業への進出を決断。
- 1993年
  - 10月27日 - ソニーとソニーミュージックエンタテインメントは共同出資でソニー・コンピュータエンタテインメントを同年11月中旬に設立し、家庭用TVゲーム機に参入することを発表[128]。
  - 11月15日 - ソニーとナムコは「PS-X」の業務用への応用に関して共同開発することで基本合意[171]。
- 1994年
  - 5月10日 - SCE本社で「開発進捗報告会」実施。名称が「プレイステーション」に決定したことを発表、本体モックアップが公開される。サードパーティは164社[34]。
  - 7月20日 - SCE本社で「第2回進捗報告会」実施。闘神伝を含む10作品の開発中バージョンが公開される[172]。
  - 10月27日 - 価格は39,800円、発売日は同年12月3日であることを発表、サードパーティは240社、初回出荷10万台、年内30万台、半年後100万台の出荷予定[173]。
  - 12月3日 - 希望小売価格39,800円で発売、初回出荷10万台を初日で完売。
- 1995年
  - 1月19日 - ソニー・コンピュータエンタテインメント・ヨーロッパを設立。
  - 5月29日 - 「SCPH-3000」を同年7月21日に29,800円で発売することを発表、アメリカでは同年9月9日に299ドルで発売予定、ヨーロッパは秋頃予定[40]。
  - 7月21日 - 「SCPH-3000」を日本国内価格29,800円で発売。
  - 9月9日 - アメリカで299ドル（約30,000円）で販売開始。
  - 9月29日 - ヨーロッパでプレイステーションが発売。
- 1996年
  - 5月11日 - 有料会員制ネットワークサービス「ネットやろうぜ!」が始動。会員を対象に、個人クリエータ向け開発ツールであるスタータキット（DTL-3000）を12万円で提供開始。
  - 5月末 - アメリカで販売価格を199ドルに値下げ。
  - 6月4日 - 「SCPH-5000」を同年6月22日に発売、価格を19,800円にすることを発表[41]。
  - 6月22日 - 「SCPH-5000」を発売。the Bestシリーズ。既存ソフトを低価格ソフトとして再発売。
  - 9月10日 - 「ネットやろうぜ!」の会員対象にゲーム制作系専門学校を追加[174]。
  - 10月15日 - 「ネットやろうぜ!」スタータキットに3次元グラフィックツール「LightWave 3D」のバンドルを開始[175]。
  - 10月23日 - 香港・シンガポール・タイ・マレーシアで「SCPH-5003」を1996年12月初旬から発売を発表[176]。
  - 10月31日 - 「SCPH-5500」の発売を発表[177]。
- 1997年
  - 2月28日 - 欧州・オセアニアで値下げを発表[47]。
  - 3月4日 - 北米で199ドルから149ドルの値下げを発表[178]。香港・シンガポール・タイ・マレーシアでビデオCD再生機能を加えた「SCPH-5903」の発売を発表[179]。
  - 3月11日 - 振動機能を持ったアナログコントローラー「SCPH-1150」の発売を発表[180]。
  - 6月11日 - クリアタイプのメモリーカード「SCPH-1190」の発売を発表[181]。
  - 9月24日 - 2種類の振動機能を持ったアナログコントローラー「SCPH-1200」の発売を発表[182]。
  - 11月4日 - 「SCPH-7000」の発売[183]、クリスマスカラーのメモリーカードの発売[184]を発表。
- 1998年
  - 1月20日 - ソニー・コンピュータエンタテインメント、公正取引委員会から「PlayStation用ソフトウェアの販売について、小売業者に対し希望小売価格で販売するように、圧力を加えた」として私的独占の禁止及び公正取引の確保に関する法律（独占禁止法）に基づく排除勧告[185]。
  - 1月28日 - 限定メモリーカードの発売を発表[186]。
  - 2月5日 - 32ビット機以上で日本57％、北米53％、欧州65％のシェアを獲得[187]。
  - 2月17日 - DUALSHOCKのカラーバリエーションの発売[188]、多色のメモリーカードをシリーズ化することを発表[189]。
  - 8月27日 - 北米・欧州で本体価格の値下げを発表[190]。
- 1999年
  - 1月18日 - SCPH-7000/7500の値下げを発表[191]。
  - 1月23日 - PocketStation発売開始、本体価格3,000円。
  - 4月 - SCEの利益はソニー全体の利益を上回るようになった[192]。
- 2000年
  - 3月4日 - 日本で「PlayStation 2」発売。
  - 6月8日 - 「PS one」の発売を発表[193]。
  - 9月19日 - 北米で「PS one」発売。価格は99ドル（当時で約10,000円）
- 2001年
  - 10月12日 - PS one 専用液晶モニターが14800円で発売。
  - 12月13日 - PS one 専用カーアダプターを発売。
- 2005年
  - 3月31日 - PS oneの生産終了をもって初代規格のPlayStationマシンの生産終了[1]。
  - 9月30日 - 3Dゲームの技術進歩に大きく貢献したとして、テクノロジー&エンジニアリング・エミー賞を受賞[194]。
- 2006年
  - 12月31日 - 日本でのソフトウェアの累計生産出荷本数は2億8600万本、全世界で9億6200万本
- 2014年3月31日 - アフターサービス受付終了[195][196]。